# Ticià
|  | Per a altres significats, vegeu «Ticià (desambiguació)». |

Tiziano Vecellio o Tiziano Vecelli, conegut com a Ticià o Tiziano (Pieve di Cadore, Belluno, cap al 1490 - Venècia, 27 d'agost de 1576), fou un pintor del Renaixement italià, autor d'una obra pictòrica excepcional, de molt caràcter. Hom el considera un dels més grans retratistes de la seva època, sobretot gràcies a la seva habilitat per captar els trets de caràcter dels seus personatges. És un dels majors exponents de l'escola veneciana.
Reconegut pels seus contemporanis com "el sol entre les estrelles", Tiziano és un dels més versàtils pintors italians, igualment capacitat per executar retrats, paisatges (dos dels temes que el van llançar a la fama), escenes mitològiques o quadres de temàtica religiosa. Va tenir una llarga i dilatada carrera, i la seva obra va travessar moltes i diferents etapes, en què el seu estil va canviar tan dràsticament que alguns crítics tenen problemes per creure que els quadres de la seva primera etapa i els de les posteriors hagin sortit de la mateixa mà. En qualsevol cas, el conjunt de la seva obra es caracteritza per l'ús del color, viu i lluminós, amb una pinzellada solta i una delicadesa en les modulacions cromàtiques sense precedents en la història de l'art occidental.

## Biografia

### Primera etapa (fins al 1526)

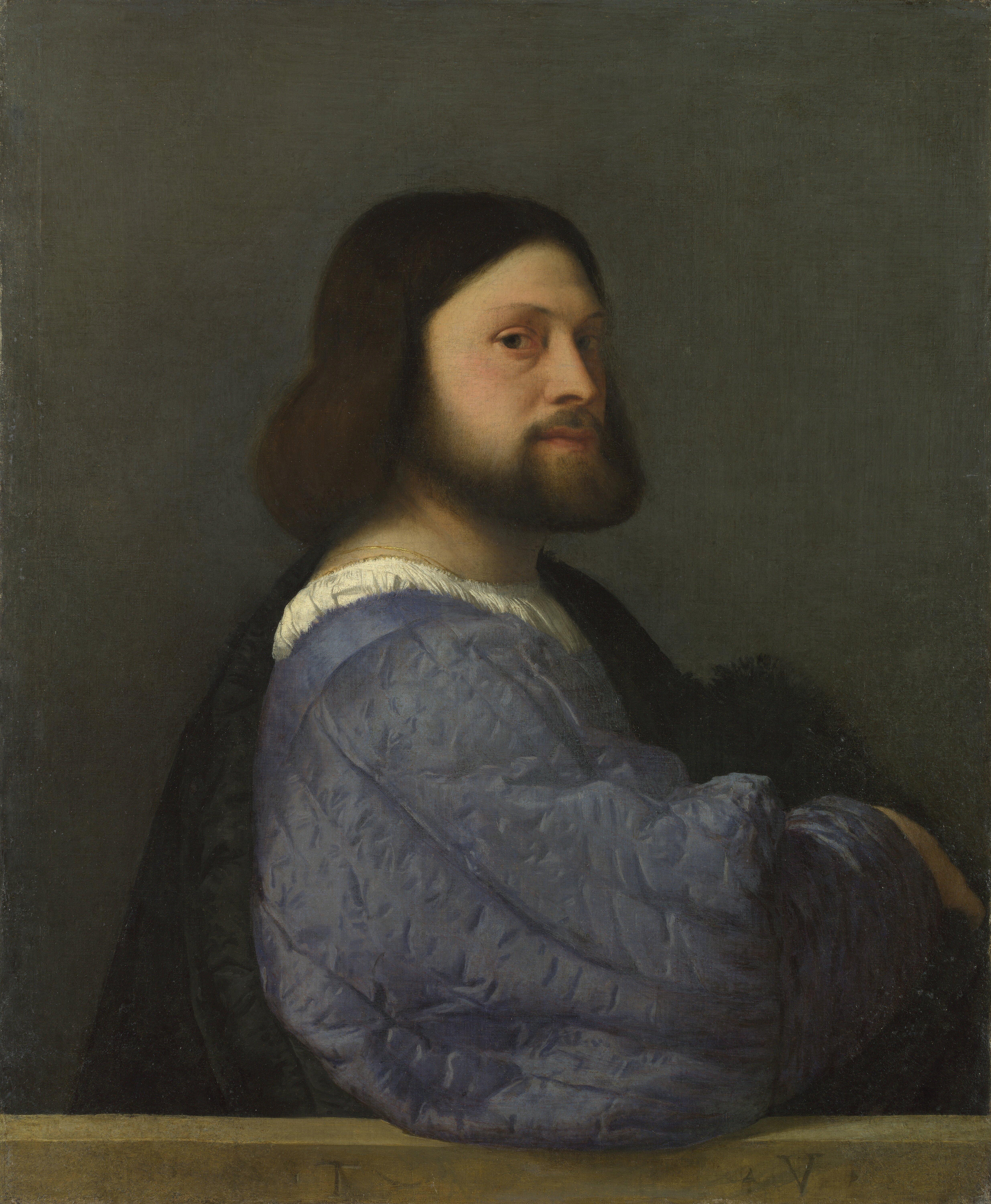
En aquest retrat (h. 1510, National Gallery de Londres) tradicionalment es reconeix Ariosto. El model, que sembla girar-se per mirar fixament l'observador amb gest desdenyós i segur de si mateix, va ser usat per Rembrandt com a pauta dels seus autoretrats

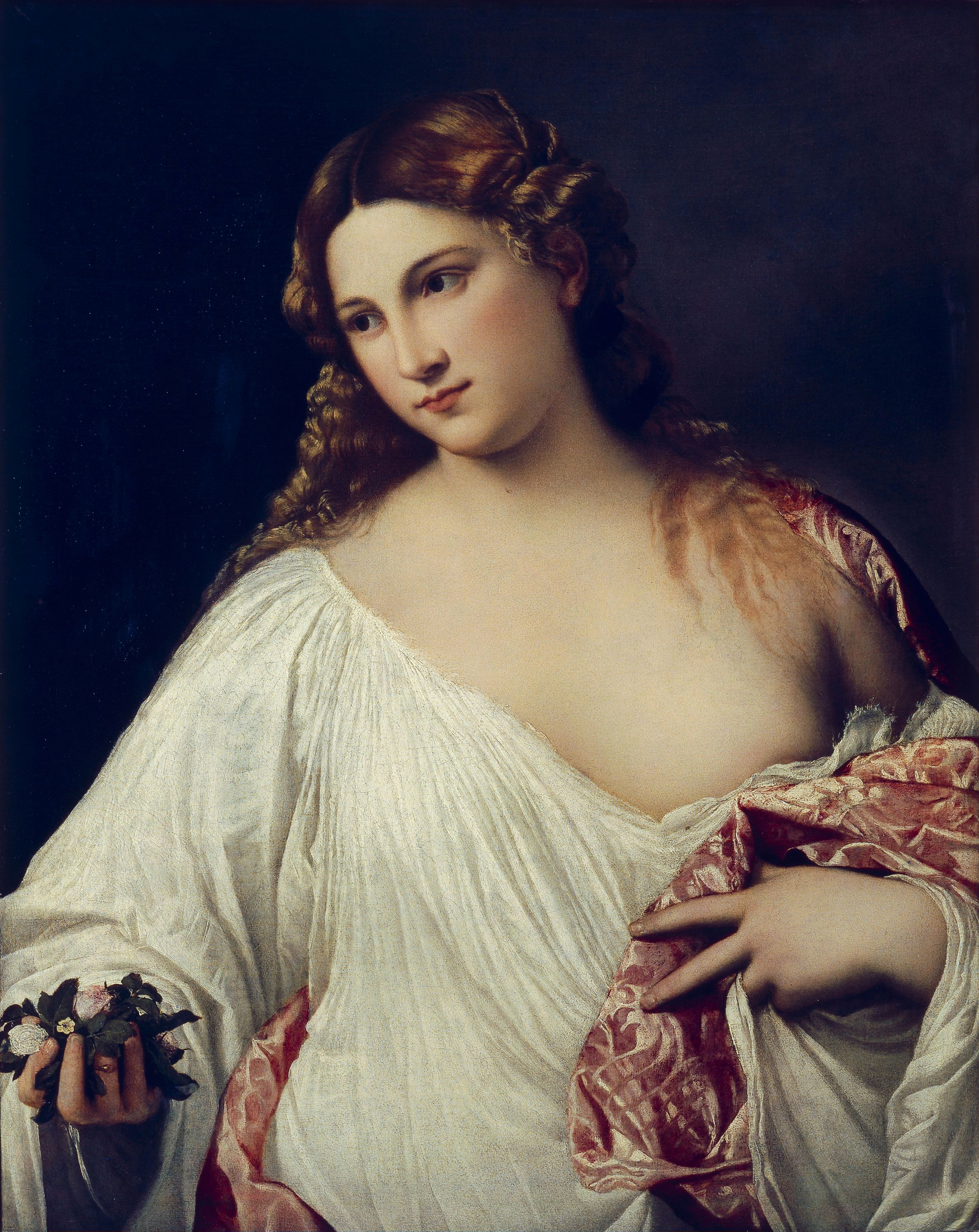
Flora (1515) serveix com a representació de l'ideal de bellesa renaixentista (Galeria Uffizi)

Si el lloc de naixement de Ticià es coneix amb certesa, la data és una incògnita. Hi ha tres hipòtesis basades en els documents de l'època. Segons la seva partida de defunció, que es guarda a l'església veneciana de San Canciano, l'artista va morir els 99 anys, de manera que el naixement es dataria el 1477. D'altra banda, en la correspondència de Tiziano a Felip II de 1571, el pintor es presenta com "aquest servidor seu de noranta-cinc anys": deduirem, per tant, que va néixer el 1476. Els seus contemporanis Ludovico Dolce i Giorgio Vasari estimen que la data estaria compresa entre 1488 i 1490. Davant d'aquestes diferències, la crítica internacional està dividida. Els historiadors Harold Wethey i Sydney Freedberg creuen més fiable el naixement entre 1488 i 1490. El Centre d'Estudis de Ticià i altres autors determinen que va haver de produir-se entre 1480 i 1485: rebutgen altres dates per la precocitat massa sospitosa a judici d'algunes obres inicials. Aquesta última opinió és la que està més consolidada. Pot ser que la raó de la data errònia en la carta al rei espanyol es degués al fet que l'artista pretenia presentar-se com un venerable ancià per obtenir la compassió del monarca.
Tiziano procedia d'una família amb elevat status a Cadore: era el quart fill de Gregori Vecellio, un distingit regidor i militar, i la seva esposa Lucia. No existien antecedents familiars en el camp de l'art. No obstant això, a l'edat de 10 anys, Tiziano i el seu germà gran, Francesco, van anar a Venècia per ingressar com a aprenents en el taller de Sebastiano Zuccato, un famós artesà de mosaics. Pel seu incipient talent, en el transcurs de tres o quatre anys, va entrar en l'estudi del pintor Giovanni Bellini, que en aquell moment era l'artista més reconegut de la ciutat. Allà es va trobar amb un grup de joves que formarien la primera generació de pintors de l'escola veneciana: Palma el Vell, Lorenzo Lotto, Sebastiano del Piombo i Giorgione. El seu germà Francesco també va gaudir de certa rellevància a Venècia com a pintor.
El fresc sobre Hèrcules al palau Morosini es considera una de les seves primeres creacions. Altres obres primerenques són la Verge amb el nen del palau del Belvedere a Viena i la Visitació de Maria a Isabel, del convent de Sant Andreu, exposada avui a la Galeria de l'Acadèmia de Venècia. Tiziano i Giorgione, en aquesta època, van estar associats, d'aquí la dificultat de distingir les seves primeres obres. La primera obra coneguda de Tiziano, el petit Ecce Homo de l'Escola de Sant Roc, va ser durant molt de temps atribuïda a Giorgione. La mateixa confusió d'identificació es produeix amb algunes de les seves Sacra conversazione. Aquests dos mestres van ser els líders de la nova escola d'art moderna de pintura, que va adquirir modes d'execució més flexibles, lliures de la simetria i el hieratisme que encara s'observava en l'obra de Bellini.
De 1507 a 1508 van encarregar a Giorgione la remodelació de la Fondaco dei Tedeschi, llotja dels poderosos comerciants alemanys a la ciutat adriàtica. Ticià i Morto da Feltre van col·laborar amb ell en la realització dels frescos, i se'n conserven encara alguns dels fragments de Ticià. Aquesta obra es coneix amb exactitud a causa dels gravats de Domenico Fontana, ja que els frescos no es preserven íntegrament.
Quan el 1510 l'epidèmia de pesta es va estendre per Venècia i va posar fi a la vida del seu company Giorgione, Ticià va anar a Pàdua, on va demostrar el seu talent en la tècnica del fresc en els seus treballs en aquesta ciutat el 1511, tant a l'església dels carmelites com a l'Escola de Sant Antoni. Alguns d'aquests treballs encara es conserven. En destaquen L'abraçada a la porta daurada i tres escenes de la vida de sant Antoni de Pàdua: El miracle del nounat, El miracle del marit gelós i El miracle del fill irascible.
El 1512 Ticià va tornar de Pàdua a Venècia, on va començar a establir una xarxa de relacions que el portaria a la cúspide del grup venecià d'artistes. Aviat va obtenir treball de la Fondaco dei Tedeschi, va aconseguir d'aquesta La Sanseria o Senseria (un privilegi molt cobejat pels artistes emergents), i va arribar a ser superintendent de les obres governamentals, càrrec de pintor oficial de la República de Venècia, que li reportaria suficient remuneració i altres privilegis afegits. Ticià l'ocuparia ininterrompudament durant seixanta anys, fins a la mort. Va ser especialment emotiu l'encàrrec de completar la decoració, inacabada per Bellini, de la sala del Gran Consell del palau Ducal (destruïda per un incendi el 1577), on representaria la Batalla de Spoleto.
Va obrir el seu propi taller, a prop del Gran Canal a San Samuele, en un emplaçament desconegut actualment. El 1513, el cardenal Pietro Bembo li va traslladar la invitació del papa Lleó X per a instal·lar-se a Roma i encara que l'oferta era temptadora va preferir quedar-se a Venècia, on la competència artística era menys intensa que a la seu papal. No va ser, però, fins a la mort del mestre Bellini el 1516, quan el seu prestigi va començar a créixer. En aquesta època, va rebre un encàrrec molt exclusiu que li reportaria una notable anualitat de vint corones i l'exempció de certes taxes. Es tractava d'una sèrie de retrats dels successius ducs de Venècia: en fou remunerat cada un amb vuit corones. Ticià va realitzar només cinc obres d'aquesta sèrie.
Ja el 1518, el pintor va entrar en contacte amb Alfons I d'Este, duc de Ferrara. La sèrie de retrats de la seva cort, avui escampats per mig món, constitueix una reveladora galeria de personatges, sentiments i situacions.
El 1518 va completar L'Assumpció de la Verge per a l'altar major de la basílica de Santa Maria Gloriosa dei Frari de Venècia, que encara hi roman. Aquesta extraordinària peça de colorisme, realitzada en una gran escala cromàtica rarament utilitzada a Itàlia abans, va causar sensació en la seva època.Ticià era en el punt més àlgid de la seva carrera: cap a 1521, després de la realització d'un Sant Sebastià per a la Nunciatura papal a Brescia -treball del qual hi ha innombrables rèpliques- els encàrrecs s'acumulaven al seu taller.
A aquest període pertany altra obra extraordinària, El martiri de sant Pere de Verona (1530), allotjat a l'església dominica de Sant Zanipolo i destruït per un projectil austríac el 1867. Aquesta obra proto-barroca només és coneguda per còpies, com la de l'École des Beaux-Arts de París. L'escena representa una curiosa associació entre un plàcid paisatge i un brutal i dinàmic assassinat, descrit pel lament que puja pels roures. El quadre descriu el sant dominic escapant de l'emboscada i, sobre això, les esgarrifoses branques negres de la vegetació.
Després de diversos anys de convivència amb una dama anomenada Cecília Soldano, en el transcurs dels quals ja havia tingut dos fills, Pomponi i Horacio, el 1525 van decidir contraure matrimoni a causa de la mala salut d'ella i per legitimar aquests fills. Cecília no va arribar a sobreviure més de cinc anys a aquesta unió, durant els quals va portar al món dues filles (algunes fonts indiquen que tres). Una d'elles, Lavinia, seria immortalitzada en diversos quadres.

### Segona etapa (1526-48)

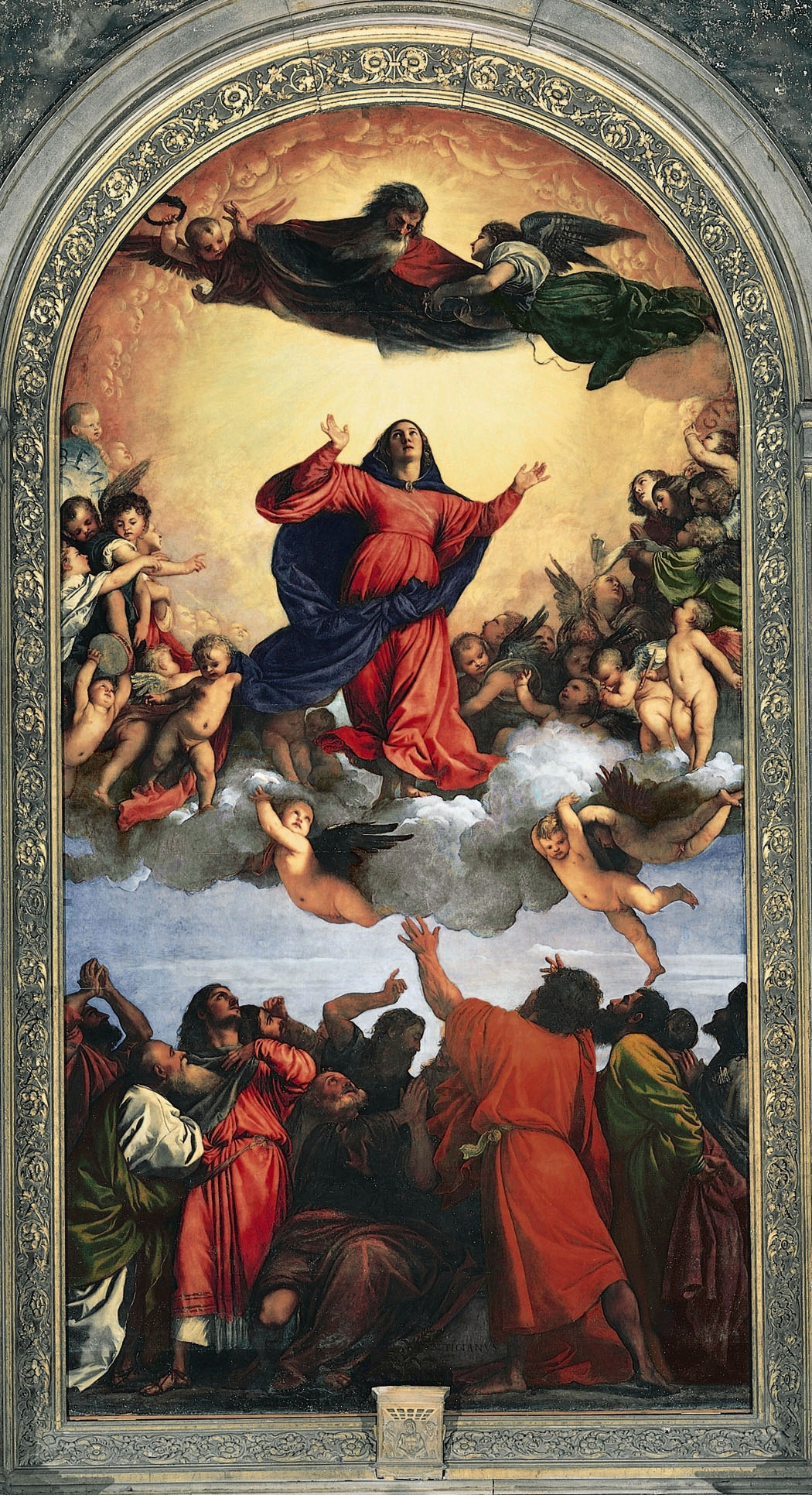
Li va portar a Ticià dos anys (1516-18) completar L'Assumpció de la Mare de Déu de Santa Maria dei Frari, la dinàmica composició triangular i vivesa de colors el va convertir en el més clàssic dels pintors fora de Roma

Durant la seva dilatada carrera, es va convertir en el més influent dels pintors de l'escola veneciana, i en el més llorejat de la República Sereníssima en tota la seva història. Les morts de Giorgione i Bellini, i els trasllats de Sebastiano del Piombo a Roma i de Lorenzo Lotto a Bergamo, van deixar Ticià sense rivals a la ciutat.
L'artista es va alliberar dels cànons hermètics apresos durant la seva joventut i va abastar més temes. Tanmateix, els seus retrats van ser un element clau per a introduir-se a les corts més prestigioses i conèixer les persones més poderoses del seu temps. Algunes, com els senyors de Màntua, Ferrara o Urbino, petits estats italians amenaçats per l'expansió de les potències internacionals, van trobar en els retrats de Ticià una ocasió per demostrar una imatge de poder i de glòria que potser no es corresponia amb la realitat.
L'estructura pictòrica de L'Assumpció de la Mare de Déu, que unificava en la mateixa composició dues o tres escenes superposades a diferents nivells, cel i terra, l'infinit i el temporal, va ser continuada en altres obres. Aquesta sèrie de teles amb la mateixa estructura formal comprèn el Retaule de Sant Domenico a Ancona (1520), el Retaule de Brescia (1522), i el Retaule de Sant Niccolo (1523) a la Ciutat del Vaticà, cadascun dels quals representa una major i més perfecta concepció distributiva: aquests retrats començats en la primera etapa van influir-ne en els quadres principescos retratístics de la segona.
Va arribar, finalment, a crear una fórmula clàssica; el millor exponent n'és el Retaule o Pala de Pesaro(1526), a la mateixa església dei Frari. Aquesta és, potser, la seva obra més estudiada del període, en què va desenvolupar pacientment un pla de treball basat en una lliure visualització, originalitat i estil. Ticià va concedir un ús nou a les figures: els "donants" i la comitiva de sants són situats en l'espai aeri de l'escena, mentre que el conjunt quedava emmarcat per elements arquitectònics. El Retaule de Pesaro deu el nom a Jacopo Pesaro, bisbe de Pafos, que l'hi va encarregar per commemorar la victòria naval sobre els turcs en la batalla de Santa Maura.

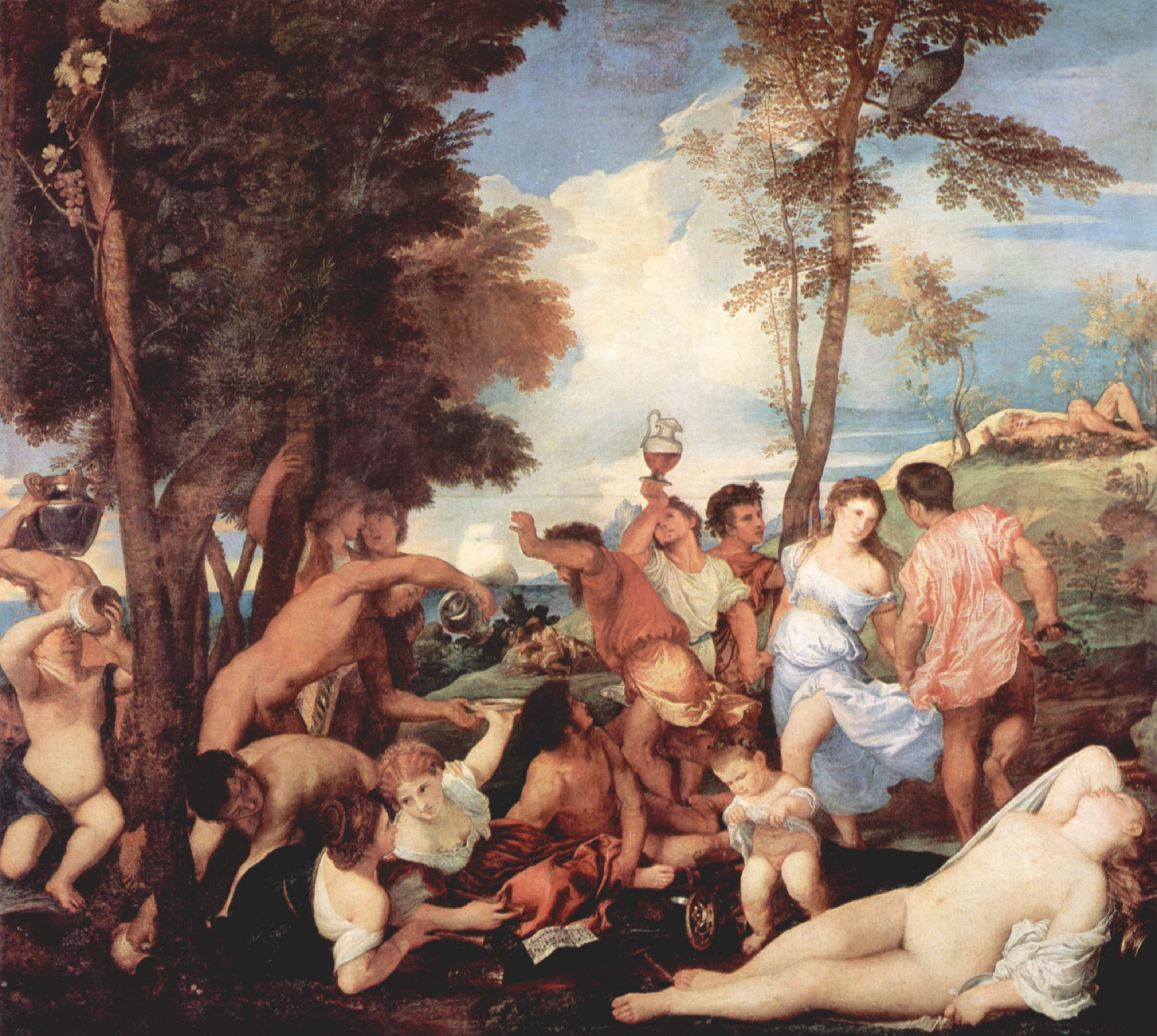
La bacanal (1518 -19) va formar part de la trilogia de les Bacanals encarregada per Alfons I d'Este per al seu castell de Ferrara. En el pentagrama que apareix al costat de les noies es pot llegir escrit en francès antic: "Qui beu i no torna a beure, no sap el que és beure" (Museu del Prado)

L'artista va continuar simultàniament amb la seva sèrie de petites Madonnas, que s'inseria en escenes paisatgístiques a la manera de la pintura de gènere poeticopastoral, molt de moda en aquella època. La Verge amb el nen, Sant Joanet i santa Caterina, coneguda com la Verge del Conill, al Museu del Louvre, és el prototip d'aquest tipus de teles. Un altre exemple de pintura religiosa d'aquest període és L'enterrament de Crist, també al Louvre. Aquesta també va ser l'època de la seva millor pintura mitològica, com ara La bacanal del Museu del Prado o Bacus i Ariadna, de la National Gallery de Londres. Finalment, cal destacar els retrats de mig cos i bustos femenins com l'inicial Flora dels Uffizi o la Dona mirant al mirall del Louvre.
Cap a 1526 va entrar en contacte amb l'escriptor Pietro Aretino, amb qui va tenir una estreta relació; la influència es va veure augmentada en anys successius, segons testimonien les cròniques de l'època. Ticià fins i tot va enviar un retrat d'Aretino a Frederic II Gonzaga, duc de Màntua. La relació de Ticià amb la cort de Màntua es va iniciar gràcies a la recomanació d'Alfons d'Este a la seva germana Isabel, a qui Ticià va retratar posteriorment.
El pintor va quedar sumit en una gran aflicció l'agost de 1530, a la mort de la seva dona: la seva salut s'havia debilitat encara més pel naixement de Lavinia. En aquells temps, amb la seva família, Ticià es va mudar de casa i va portar del seu poble natal fins a Venècia la seva germana Orsa, perquè s'ocupés de la seva llar. La casa, difícil de reconèixer avui, estaria situada a prop de l'Arsenal Gran, llavors un suburbi de moda a l'extrem de la ciutat, amb vista a l'illa de Murano.
Va pintar La Batalla de Cadore, una escena històrica, la més característica de les seves obres perdudes o mutilades. L'artista es va esforçar per plasmar el moviment del tumult, en la seva representació més violenta de l'heroisme. Rivalitza el llenç amb altres pintures bèl·liques com La Batalla d'Anghiari de Leonardo da Vinci o La Batalla de Pont Milvio de Giulio Romano.
Les bones relacions que va mantenir amb la cort de Màntua li van a proporcionar contactes que suposarien la seva consagració com a retratista. El 1530, va poder pintar Carles I d'Espanya, que s'havia desplaçat a Bolonya amb motiu de la seva coronació imperial com a Carles V. L'emperador li va pagar només un ducat pel retrat, al qual va afegir cent cinquanta més de la seva bossa el mateix duc Frederic II Gonzaga, que poc després li concediria el benefici de Mèdol al seu fill Pomponi, que s'havia decidit per la carrera eclesiàstica.
El seu amic, el tractadista Sebastiano Serlio, el va posar en contacte amb una nova cort: Urbino; el duc, Francesco Maria della Rovere, li va encarregar un retrat vestit amb la rica armadura de condottiero. El mestratge de Ticià per al retrat li va atorgar una gran fama durant tota la seva vida. Va pintar fidelment prínceps, ducs, cardenals, monjos, artistes i escriptors. El reflex de la psicologia dels retratats, la claredat dels trets i la instantaneïtat de les figures eleven Ticià a l'alçada dels millors retratistes de la història, com Rembrandt o Velázquez.
També va realitzar per a Guidobald della Rovere, el fill del duc, la famosa Venus d'Urbino (Galeria Uffizi), el 1538. El tema de la dea Venus és recurrent en el mestre i després de realitzar aquesta obra, a causa del seu viatge a Roma, va augmentar el seu interès per la dea romana: Venus i Adonis (Museu del Prado), Venus recreant-se en la música (dues versions, a Madrid i a Berlín), Venus del mirall (Galeria Nacional d'Art de Washington).
Va pintar per segona vegada l'emperador Carles el 1533 a Bolonya: rebé aquest cop un pagament autènticament regi i inicià una de les relacions més sòlides entre un artista i un comitent, que duraria més d'un quart de segle. El rei va nomenar Ticià "pintor primer" de la corona d'Espanya, "comte del palau Lateranense, del Consell àulic i del Consistori", alhora que va ser designat cavaller de l'Esperó d'Or, amb espasa, cadena i esperó d'or. Els seus fills, així mateix, van ser elevats a la dignitat de nobles de l'imperi.

### Tercera etapa (1548-76)

Carles V a cavall a Mühlberg (1548) és el retrat iconogràfic per excel·lència. Representa l'emperador com a príncep cristià, vencedor del protestantisme i com a símbol de l'hegemonia dels Àustries sobre Europa (Museu del Prado)

El 1548 es va requerir la seva presència a la Dieta Imperial celebrada a Augsburg, en què va pintar l'innovador retrat eqüestre de l'emperador en la batalla de Mühlberg, tot un símbol del poder imperial. L'estada a la ciutat alemanya li va brindar l'oportunitat de conèixer la noblesa local, el duc d'Alba, l'il·lustre presoner Joan Frederic I, elector de Saxònia i la reina Maria d'Hongria. Aquesta li va encarregar la sèrie dels quatre "condemnats" o les "fúries" per a la decoració del seu estudi, que consta d'Els suplicis de Prometeu i Tàntal, perduts tots dos, i els de Sísif i Ticio, conservats al Prado.
Va ser aquest el moment de més prestigi social i prosperitat econòmica. El 1540 va rebre una pensió anual de 200 corones d'Alfonso de Ávalos, marquès del Vasto i governador del Milanesat, que posteriorment seria doblada per l'emperador a càrrec del tresor de Milà. Una altra font d'ingressos va ser el contracte obtingut el 1542 per proveir de gra Cadore, lloc que va visitar gairebé cada any i on tenia molta influència per ser el seu poble natal.

Ticià tenia una vila preferida al turó de Manza (prop de Castello Roganzuolo), d'on el mestre va haver de fer els seus comentaris sobre paisatgisme, les seves formes i efectes. La presumpta casa de Ticià, constantment discernible en els seus estudis, és a Collontala, a prop de Belluno.

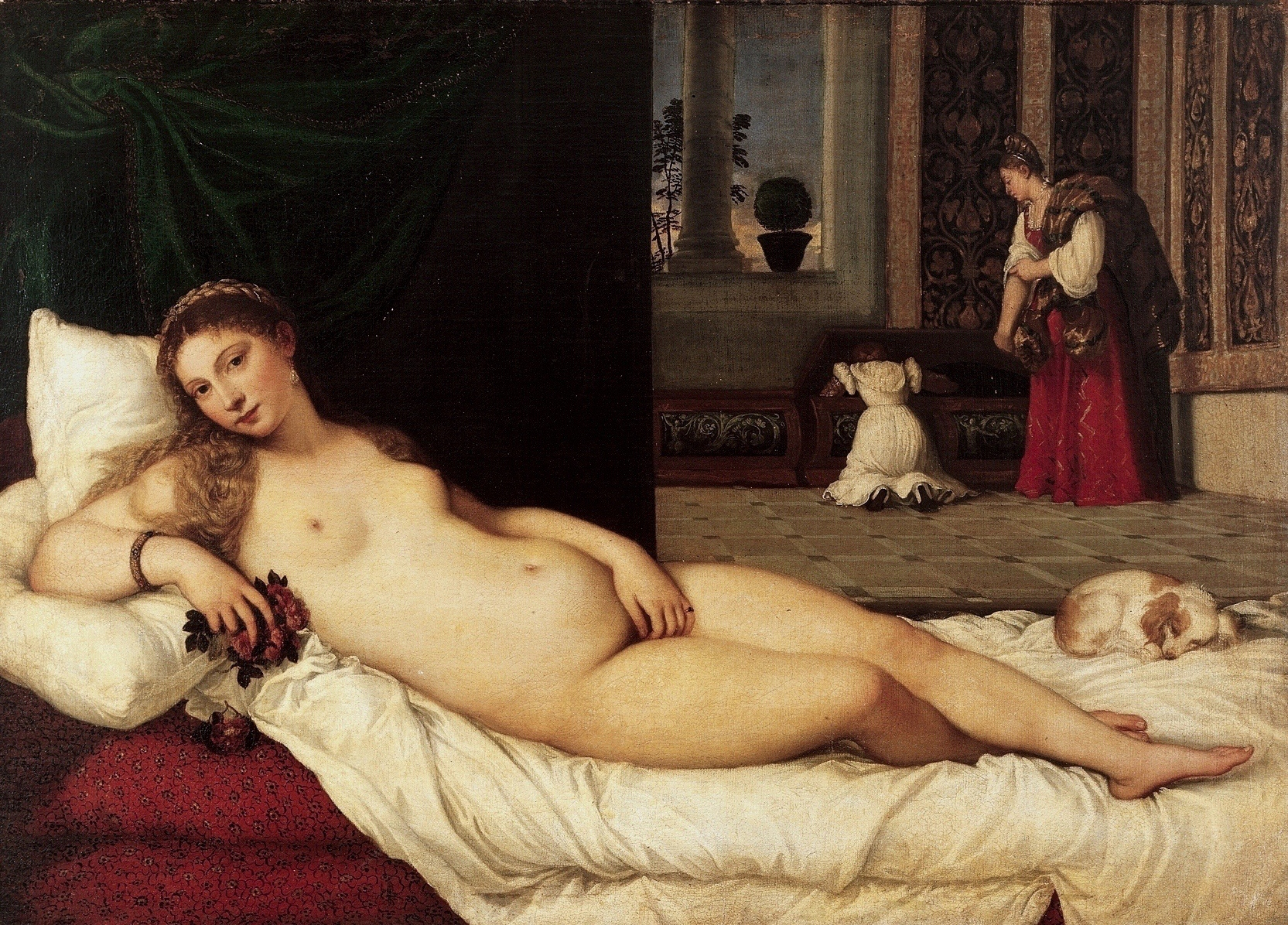
Venus d'Urbino (1538), inspirada en la Venus adormida de Giorgione; a diferència d'aquesta, la de Ticià està recolzada, no en la natura, sinó en un elegant interior. De 1963 ençà, es manté la hipòtesi que podria ser un retrat de la duquessa Eleonora Gonzaga (Galeria Uffizi)

La pintura religiosa més representativa d'aquest període és la Presentació de Maria en el temple (Galeria de l'Acadèmia, 1534 -39), un dels seus llenços més populars o l'Ecce Homo (Kunsthistorisches Museum de Viena, 1541), de singular patetisme i realisme protobarroc. L'escola de Bolonya i Rubens van manllevar, en moltes ocasions, l'esperit d'aquesta obra i la seva magistral posada en escena. El notable efecte commovedor dels cavalls, soldats, sacerdots i multitud en general als peus de l'escala, enllumenats tots per torxes i amb les ones de les banderoles al cel, ha estat utilitzat amb freqüència en època posterior.
La Batalla de Cadorees es va destruir el 1577 en l'incendi del palau Ducal, juntament amb la majoria de les pintures antigues que el decoraven. Només n'hi ha una còpia a la Galeria Uffizi i un gravat de Fontana. De la mateixa manera, la Locució del marquès del Vasto (Museu del Prado, 1541) també va ser parcialment afectada per l'incendi de l'Alcázar madrileny el 1734. Menys èxit van tenir els frescos de la cúpula de Santa Maria della Salute (Mort d'Abel, Sacrifici d'Abraham i David i Goliat). Aquestes tres escenes violentes de l'Antic Testament van ser pintades amb extrem realisme, el qual s'accentuava a causa de la visió en perspectiva de l'observador (com en les escenes de la capella Sixtina). Els frescos, que es van considerar poc apropiats en el seu moment, van ser, però, molt admirats i imitats amb posterioritat. Rubens, entre d'altres, va aplicar el mateix sistema en els quaranta panells del sostre (dels quals només queden els esbossos) de l'església jesuïta d'Anvers.
D'octubre de 1545 fins a 1548, en què va ser cridat a Aubsburg, Ticià es va instal·lar a Roma sota el mecenatge del papa Pau III, a qui va retratar en diverses ocasions. Precisament per a la seva família, els Farnese, va realitzar diverses obres: Magdalena penitent, Ecce homo i la primera versió de Dànae, que es conserva al Museu de Capodimonte. La ciutat de Roma li va concedir el 1546 la ciutadania, prestigiós reconeixement l'immediat predecessor del qual havia estat Miquel Àngel. Després de la tornada d'Alemanya, va realitzar una breu parada a Florència, on el seu estil va ser rebutjat pel duc Cosme I de Mèdici, que preferia el dibuix de Bronzino i l'academicisme de Vasari. El 1550, va tornar a ser cridat per l'emperador per pintar un retrat del príncep Felip, que va ser enviat com a present a Anglaterra per demanar la mà de la reina Maria I d'Anglaterra.

### Anys finals (dintre de la tercera etapa) (1550-76)

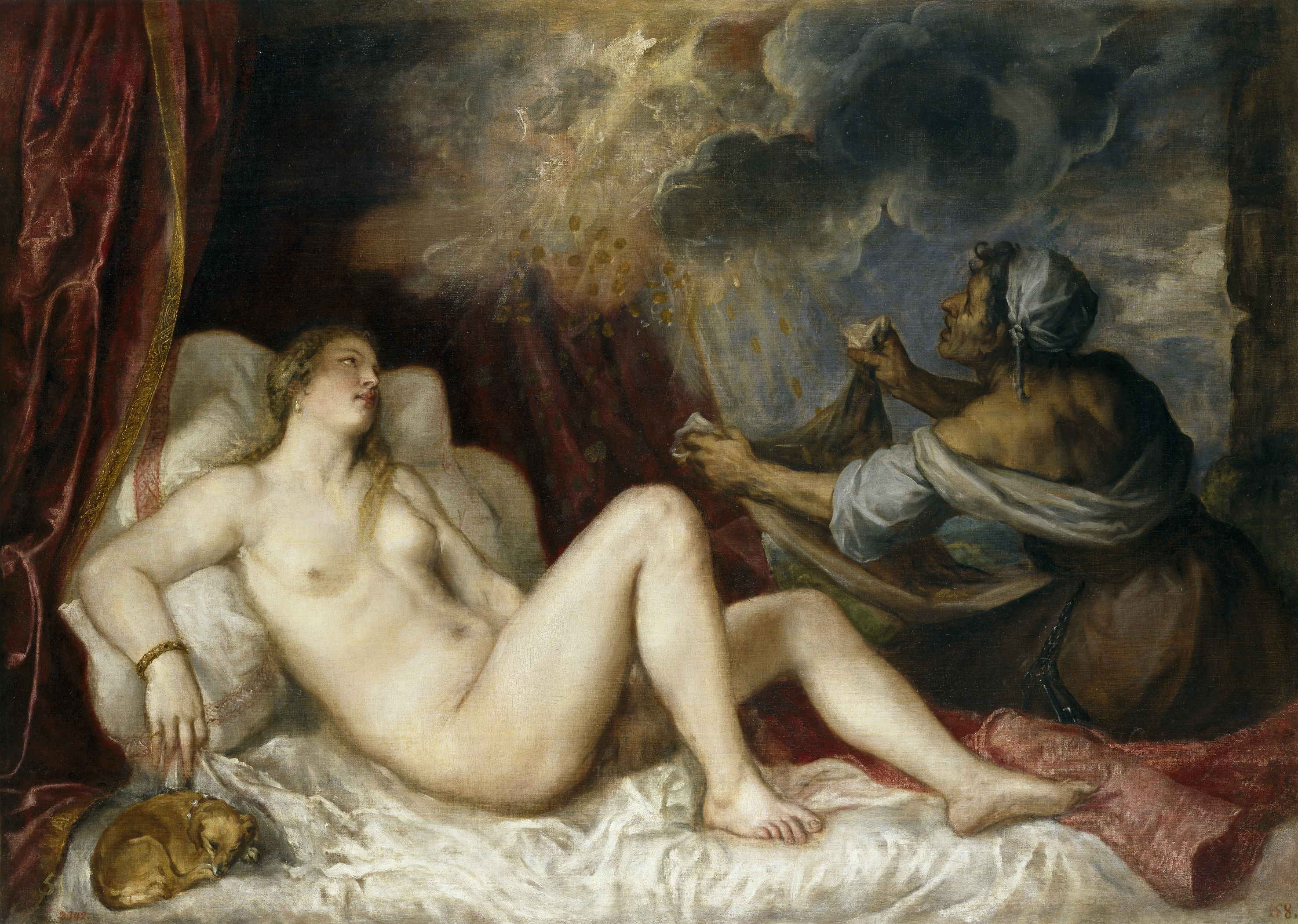
El canvi d'estil en la tècnica pictòrica s'aprecia en Dànae rebent la pluja d'or (1553), una de les seves millors pintures mitològiques (o "poemes" com el pintor les anomenava) encarregada per Felip II

Durant els seus darrers vint anys (1550-1576), l'artista va quedar absorbit cada vegada més per la seva faceta de retratista i es va tornar més autocrític, amb un insaciable perfeccionisme que li va impedir acabar moltes obres.
Algunes d'elles van quedar en el seu estudi durant almenys deu anys, durant els quals no es cansava de retocar, afegint constantment noves expressions més refinades, concises o subtils. Per a cada obstacle que trobava en l'execució dels llenços, Ticià ideava una nova i millorada fórmula. Mai va arribar a cotes tan altes en emoció i tragèdia com en La coronació d'espines (Museu del Louvre), en l'expressió del misteri i la divinitat d'Els pelegrins d'Emaús o de l'heroisme i la supèrbia d'El Dux Grimani adorant la Fe (palau Ducal de Venècia) o de la Trinitat (Museu del Prado).
D'altra banda, les seves pintures més commovedores van ser realitzades en aquesta etapa de senectut: les Dànae de Nàpols i de Madrid, l'Antíope del Louvre, el Rapte d'Europa (a Boston, Museu Isabella Stewart Gardner), etc. Fins i tot va tractar problemes de clarobscur en els efectes nocturns de les seves escenes, com en El martiri de sant Llorenç (església dels jesuïtes de Venècia) o Sant Jeroni (Louvre). Sempre va mantenir un domini característic del realisme, com es pot comprovar en els magnífics retrats d'aquesta època, com els de Felip II, els de la seva filla Lavinia o en diversos autoretrats.
La relació de Ticià amb Felip II va ser igual de fructífera i intensa que amb son pare. A partir de 1552, en què va comunicar al llavors príncep Felip l'enviament d'un Paisatge i la Santa Margarida amb el drac, començà una correspondència que mantindrien ininterrompudament i que s'intensificaria amb el transcurs els anys. El tema principal d'aquesta correspondència va ser per part del mecenes reial la reclamació de les obres en curs d'execució i per part de l'artista la sol·licitud dels pagaments endarrerits. No obstant això, les comandes eren abundants i, encara que Ticià no va trepitjar la cort de Madrid per retratar el rei, sí que li va remetre un gran nombre d'obres. Algunes van ser-ne de tipus religiós com L'enterrament de Crist, l'Oració a l'hort i una segona versió del Martiri de sant Llorenç per al monestir de l'Escorial; d'altres de tall mitològic com les Poesies a què es refereix en les seves cartes o una sèrie de Venus i altres composicions de caràcter patriòtic com Felip II ofereix al cel l'infant don Fernando, encarregada pel rei al 1571 en commemoració de la victòria de Lepant i la Religió socorreguda per Espanya del Museu del Prado.

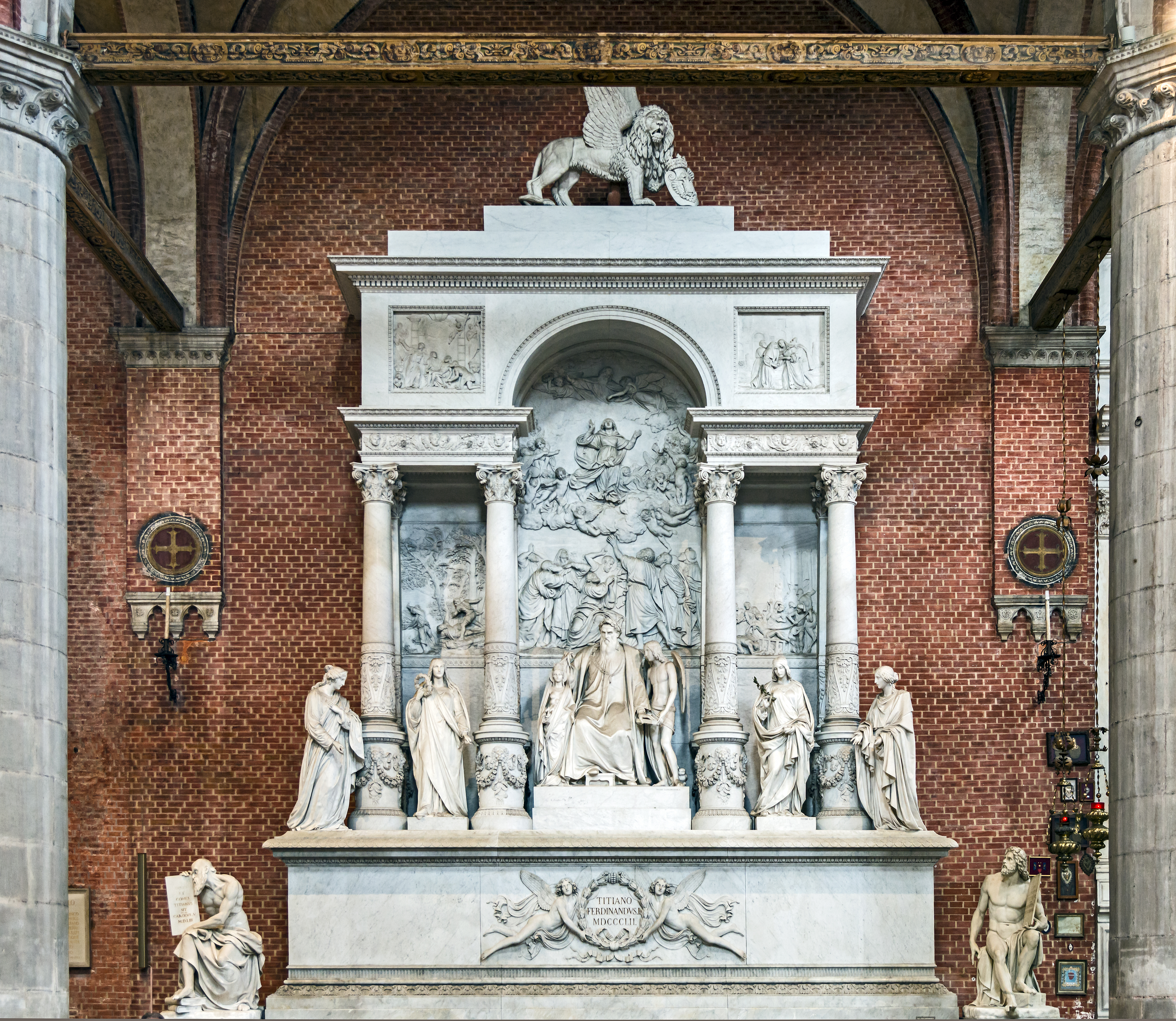
Tomba de Ticià a Venècia

Ticià, per la seva posició social, va concertar un bon matrimoni a la seva filla Lavinia amb Corneli Sarcinelli di Serravalle. Aquesta va substituir la seva tia Orsa, morta en aquell temps, al capdavant de la casa Vecellio, molt pròspera pels senyorials ingressos de l'artista. El casament se'n va celebrar el 1554, però Lavinia va morir de part el 1560.
Ticià va anar el 1555 al Concili de Trento, punt de partida de la Contrareforma de l'Església de Roma, que necessitava artistes com ell per a crear la iconografia necessària per expandir el seu missatge ideològic. L'artista va realitzar una pintura de les sessions del concili, avui perduda, de la qual hi ha una còpia al Museu del Louvre. L'amic de Ticià, Pietro Aretino, va morir per sorpresa el 1556 i el 1570 va morir un altre amic íntim del pintor, Jacopo Sansovino. El setembre de 1565 Ticià va anar a Cadore i va dissenyar la decoració de l'església del poble, parcialment executada pels seus deixebles. Entre les pintures que la decoraven destaquen una Transfiguració i una Anunciació (avui a l'església del Salvador de Venècia), en què va inscriure "Titianus fecit", a manera de protesta (segons el seu propi testimoni) contra les crítiques dels qui pensaven que era massa gran per un encàrrec així.
El 1566, Giorgio Vasari va visitar el mestre a Venècia per portar un nomenament honorífic, juntament amb els d'Andrea Palladio i Tintoretto, de membre d'honor de l'Acadèmia d'Artistes de Florència. En la seva trobada al taller de Ticià, Vasari ressenya que "encara que era molt vell, el vaig trobar amb els pinzells a la mà".
Va continuar acceptant encàrrecs fins a la fi dels seus dies, i per tal d'assegurar la continuïtat del taller després de la seva mort, va encomanar a Cornelis Cort la difusió de diverses de les seves composicions en gravats. Cort gravaria un total de quinze obres, com La Magdalena penitent, la versió de Tarquini i Lucrècia del Museu Fitzwilliam de Cambridge i La Glòria del Museu del Prado. Per editar aquests gravats Ticià va demanar un privilegi vàlid per quinze anys.
Ticià havia triat com a lloc del seu enterrament la capella de la Crucifixió de l'església de Santa Maria dei Frari i com a pagament per la tomba, va oferir a la comunitat franciscana una pintura de la Pietat, que seria a la fi la seva darrera obra. En la Pietat es va retratar a si mateix i el seu fill Horaci davant el Salvador, acompanyats d'una sibil·la. Quan la tela estava a punt de ser acabada, van sorgir algunes diferències per l'escena i Ticià va decidir ser enterrat al seu poble natal.
Ticià rondava els noranta anys quan la pesta negra va assolar Venècia. Va morir a conseqüència de l'epidèmia (curiosament pel mateix motiu que el seu company Giorgione), el 27 d'agost de 1576. El Senat venecià va derogar una severa mesura que obligava a incinerar els cadàvers de les víctimes que morien d'aquesta malaltia i va permetre que les seves restes rebessin sepultura a l'església dels Frari (tot i les diferències per la Pietat). El Senat va pagar els seus funerals que allà i en la basílica de Sant Marc es van celebrar en la seva memòria. La Pietat va ser acabada per Palma el Jove, però paradoxalment no va acompanyar el seu sepulcre; una altra obra seva, la Pala Pesaro, és a prop d'aquest. En principi res en especial adornava la seva tomba fins que el govern austríac que va envair Venècia a finals del segle xviii va encarregar a Antonio Canova un monument commemoratiu que va ser acabat el 1795.
Immediatament després de la seva mort, el seu fill i deixeble Horaci va morir del mateix brot epidèmic. La seva sumptuosa mansió fou saquejada en aquell moment.

## Obra

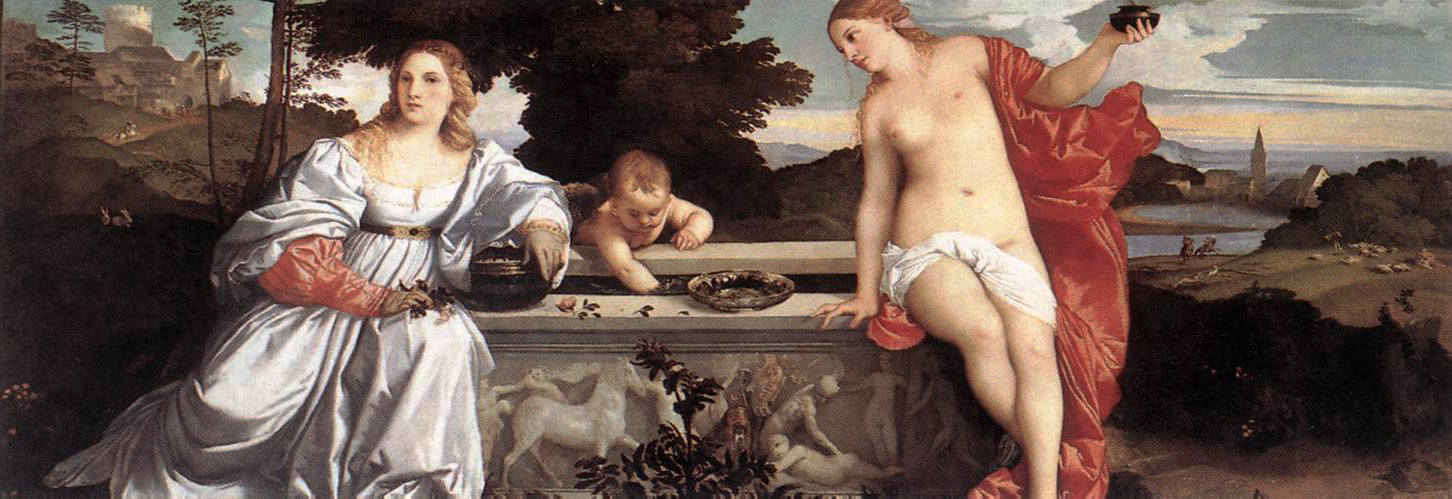
Amor sacre i amor profà, pintat cap a 1515, està relacionat amb el neoplatonisme (Galeria Borghese)

La carrera artística de Ticià va ser molt dilatada, amb una producció grandiosa, la majoria per encàrrec. En aquest pintor es pot comprovar perfectament el canvi d'estatus produït durant el Renaixement: passen de ser artesans a convertir-se en artistes, reconeguts socialment.
La temàtica tizianesca és també àmplia, va retratar la classe dirigent de la seva època, va rebre encàrrecs de comunitats religioses i de la noblesa, va pintar paisatges, reflectí el classicisme renaixentista i anticipà algunes qualitats del barroc. En general, podem dividir la seva producció pictòrica en tres grans temes: la pintura religiosa, les escenes mitològiques i els retrats. Aquestes categories no són compartiments estancs, ja que es van veure entrellaçades en moltes ocasions, com els casos dels retrats de personatges recognoscibles dins d'escenes mitològiques o religioses.

### Pintura religiosa
El seu conjunt de pintura de temàtica religiosa seria suficient per si mateixa per estendre la fama de bon pintor. L'Assumpció dels Frari, per exemple, acabada sobre els trenta anys de l'autor, suposa una autèntica obra mestra en què aporta la novetat d'unir tres diferents plans compositius mitjançant una llum molt viva, amb la qual, a més, dota de més dramatisme a l'escena. En el Políptic Averoldi va resoldre un espai estret posant grans figures, sense donar sensació d'ofec. El seu Crist s'inspira en el Laocoont i Sant Sebastià en un "esclau" de Miquel Àngel, és a dir, en figures molt clàssiques, a les quals afegeix un original efecte nocturn trencat per les primeres clarors de l'alba, amb la qual cosa aconsegueix de nou unir dos plans: la terra i el cel, ambientats per una atmosfera de misteri.
Composicions seves com l'Anunciació, la Dolorosa o Maria Magdalena, de les quals fa diverses versions, van passar de seguida al repertori d'altres pintors i van ser constantment copiades.
Els donants de les obres religioses ja no es conformaven en aquell moment històric a fer-se presents en els quadres, sinó que volen augmentar la seva importància dins de les escenes i amb Ticià ho van aconseguir. Els membres de la família Pesaro, en el seu retaule dels Frari, estan pintats de la mateixa mida i amb la mateixa cura que les figures sagrades. Al Retrat votiu de la família Vendramin (National Gallery de Londres) ja protagonitzen per complet el tema, en què l'únic sagrat es redueix a la imatge de la Santa Creu. En La Glòria (Museu del Prado) encarregada per Carles V el 1551 i que el va acompanyar en el seu retir a Yuste es reconeixen diversos familiars de l'emperador i fins i tot el mateix Ticià ocupa un lloc elevat al costat de la Santíssima Trinitat. En aquesta obra, Ticià, situada ja a mitjan segle xvi, en realitat s'acosta moltíssim a certes notes del barroc, per la representació dels personatges en arriscats escorços, el moviment, la lluminositat celestial i el clarobscur, el celatge obert al fons, el realisme i el fort sentit religiós molt d'acord amb l'esperit de la Contrareforma (el Concili de Trento es va allargar de 1542 a 1564), que serà condició sine qua non durant el barroc.
Menció a part mereix la pintura religiosa que va tractar al final de la seva vida, tota relacionada amb el tema de la Passió de Crist. No sols es pot observar l'evolució tècnica dels mateixos temes sacres pintats en la seva joventut i la seva vellesa, sinó sobretot la recerca de profunditat en la visió religiosa. Les escenes es tornen més descarnades i es van despullant de l'accessori per quedar-se amb l'essència. En el primer Sant enterrament de 1528 (Museu del Louvre) els personatges encara depuren una certa dolçor influència de Rafael mentre que en el Sant enterrament de 1566 (Museu del Prado), la cantonada del sepulcre ens introdueix violentament en l'escena, agitada pel cos inclinat de Crist i pels moviments tràgics dels protagonistes. En aquest, el paisatge ha desaparegut i els colors s'han tornat més agres.
Exemples notables

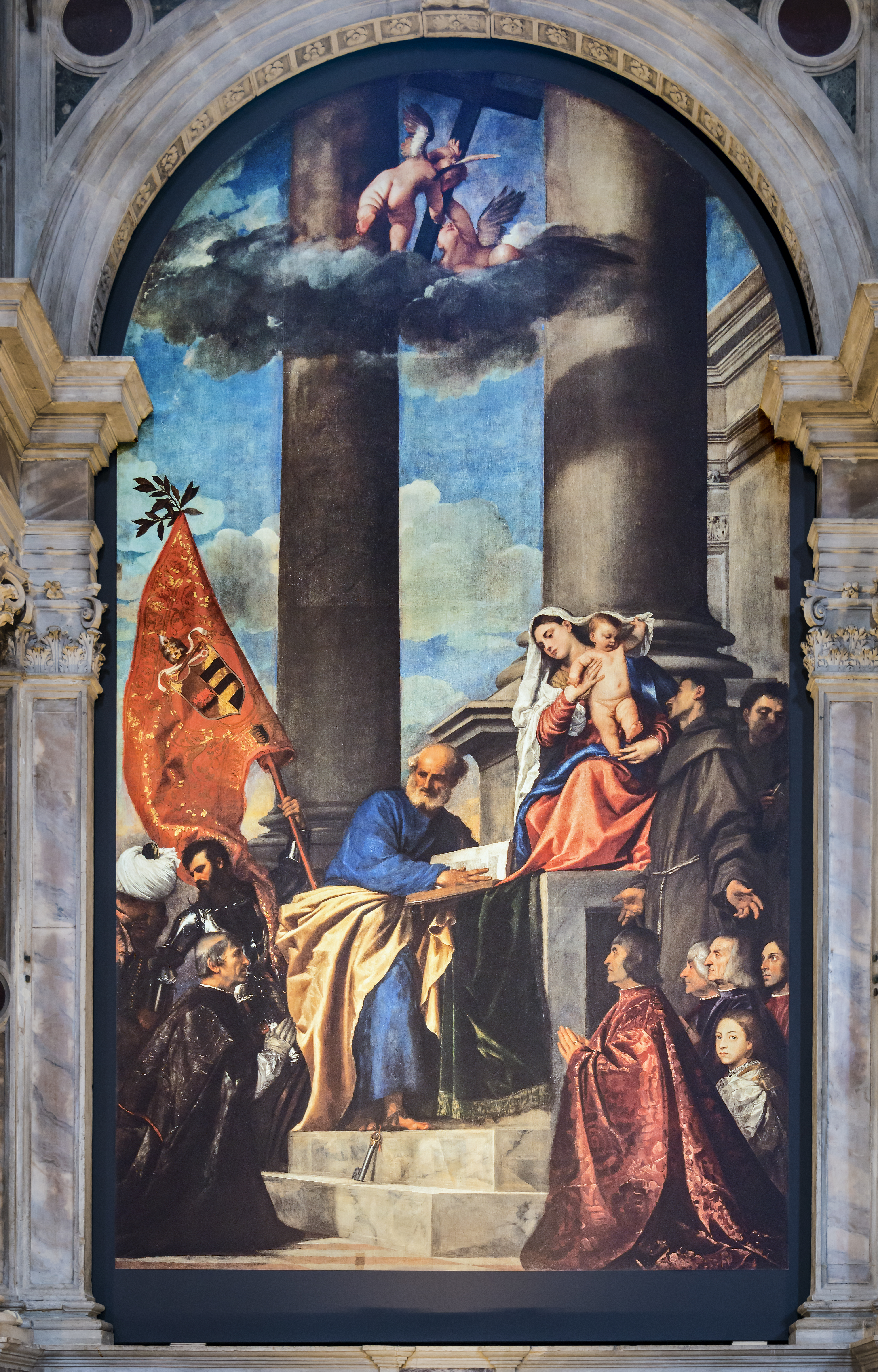
Pala Pesaro - Oli sobre tela, 385 x 270 cm, Basílica de Santa Maria Gloriosa dei Frari (Venècia).
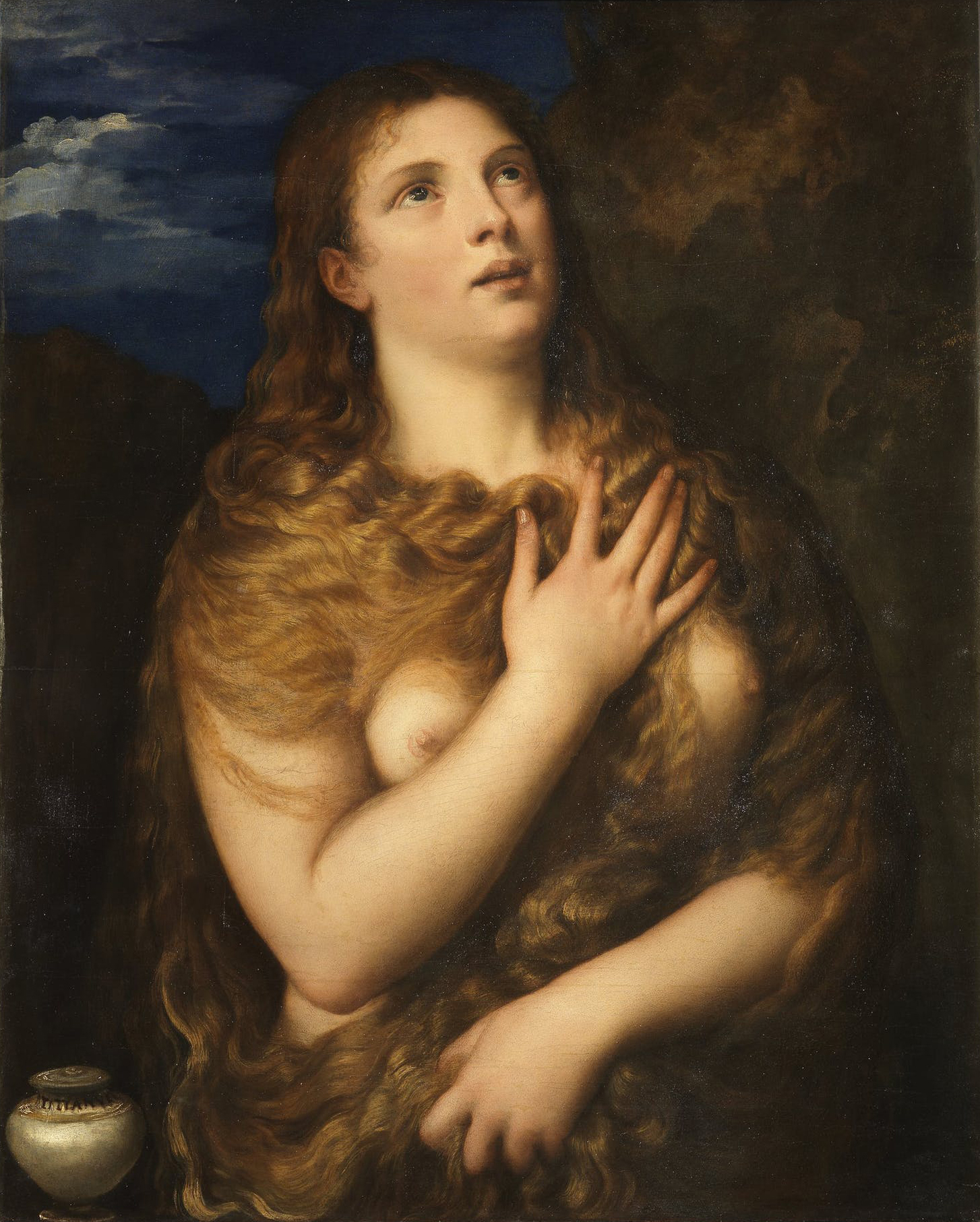
Magdalena penitent - Oli sobre tela, 85 x 68 cm, Palau Pitti (Florència).
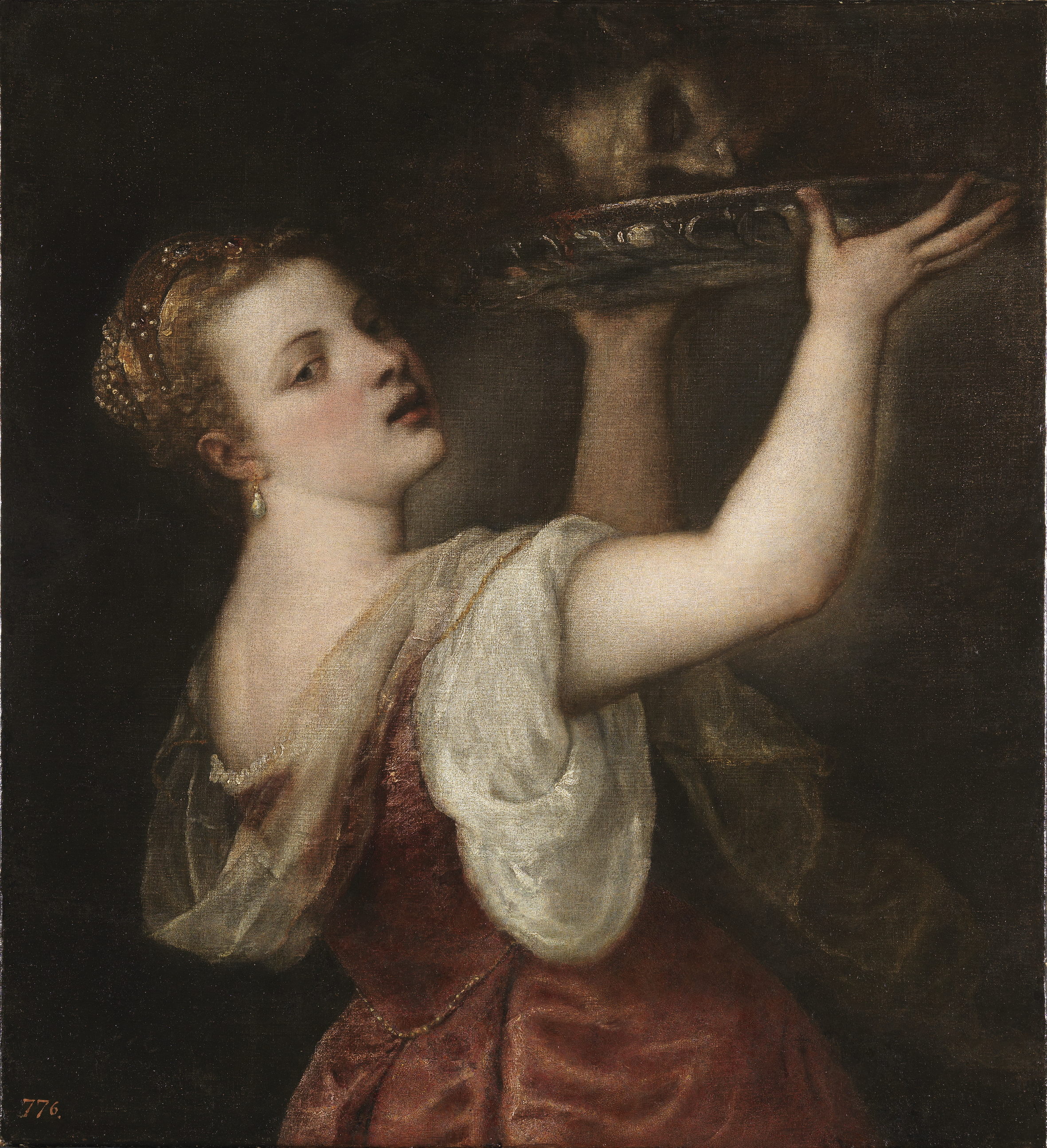
Salome - Oli sobre tela, 87 x 80 cm, Museu del Prado (Madrid).
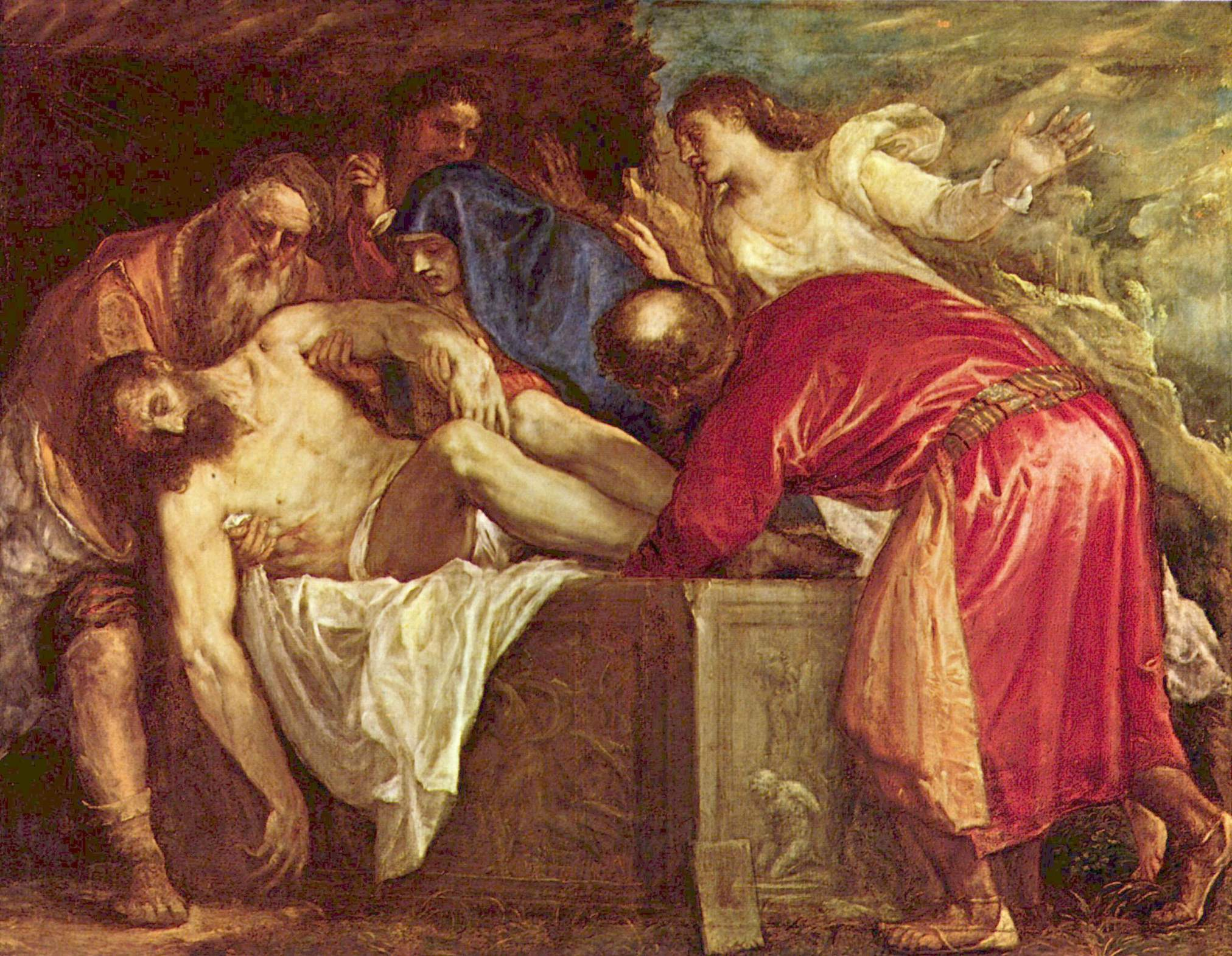
Sant Enterrament - Oli sobre tela, 137 x 175 cm, Museu del Prado (Madrid).

### Pintura mitològica
Venècia com a ciutat sorgeix després de la caiguda de l'Imperi Romà, per la qual cosa no té ruïnes i passat "clàssic". Així que les fonts dels pintors venecians sempre van ser els textos literaris i en ells es va inspirar Ticià per a les seves escenes mitològiques. La pintura de tall clàssic amb escenes mitològiques o bucòliques són part important del conjunt de la seva obra i es troben presents des de l'inici de la seva carrera. Va ser, entre els anys 1517 i 1522, el moment de les seves grans obres mitològiques per encàrrec d'Alfons I d'Este per a la decoració de l'anomenada Cambra d'alabastre del seu castell de Ferrara. La sèrie de les Bacanals són tres: L'ofrena a Venus (Els amorets) i la Bacanal, ambdues al Museu del Prado, i Bacus i Ariadna a la National Gallery de Londres. Les de Madrid estan inspirades en Ovidi i Gai Valeri Catul i la de Londres en Filostrat d'Atenes.
El seu art pagà, fortament hedonista, se serveix dels mites clàssics per a fer la vida més amable i alegre. Les seves Dànae són belles dones que esperen al llit i les dianes nus voluptuosos corrent per la natura. Venus apareix en diverses ocasions presidint les seves composicions, primer com a simple deessa de l'amor acompanyada per Cupido, i després la major part de les vegades acompanyada per un organista i un gosset, que li resta lirisme a l'escena. Les dees solen ser pintades jaient en luxosos interiors amb un fons obert on s'albira una acurat jardí.
Amb els anys, el sentit lúdic d'aquestes pintures mitològiques es torna acció i dramatisme, representant també els càstigs i la tragèdia. Exemples en són la sèrie dels "condemnats" encarregada per Maria d'Hongria i el Càstig de Màrsies (Museu Estatal de Kromeriz), en què l'accent es posa en la crueltat ferotge del càstig. A més, la tècnica de color difús i tornassolat posa major patetisme a la representació.
Exemples notables

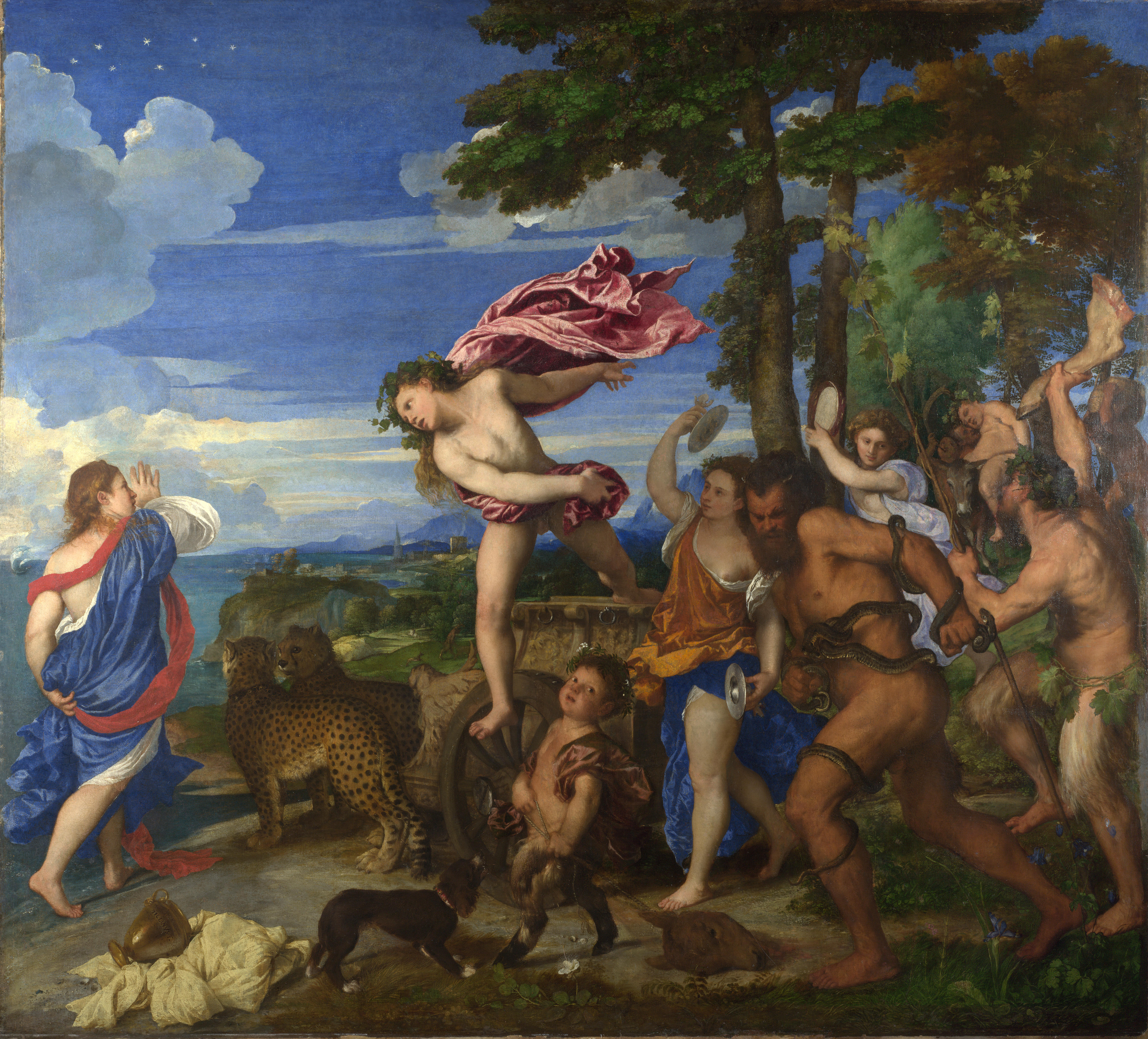
Bacus i Ariadna - Oli sobre tela, 175 x 190 cm, National Gallery de Londres.
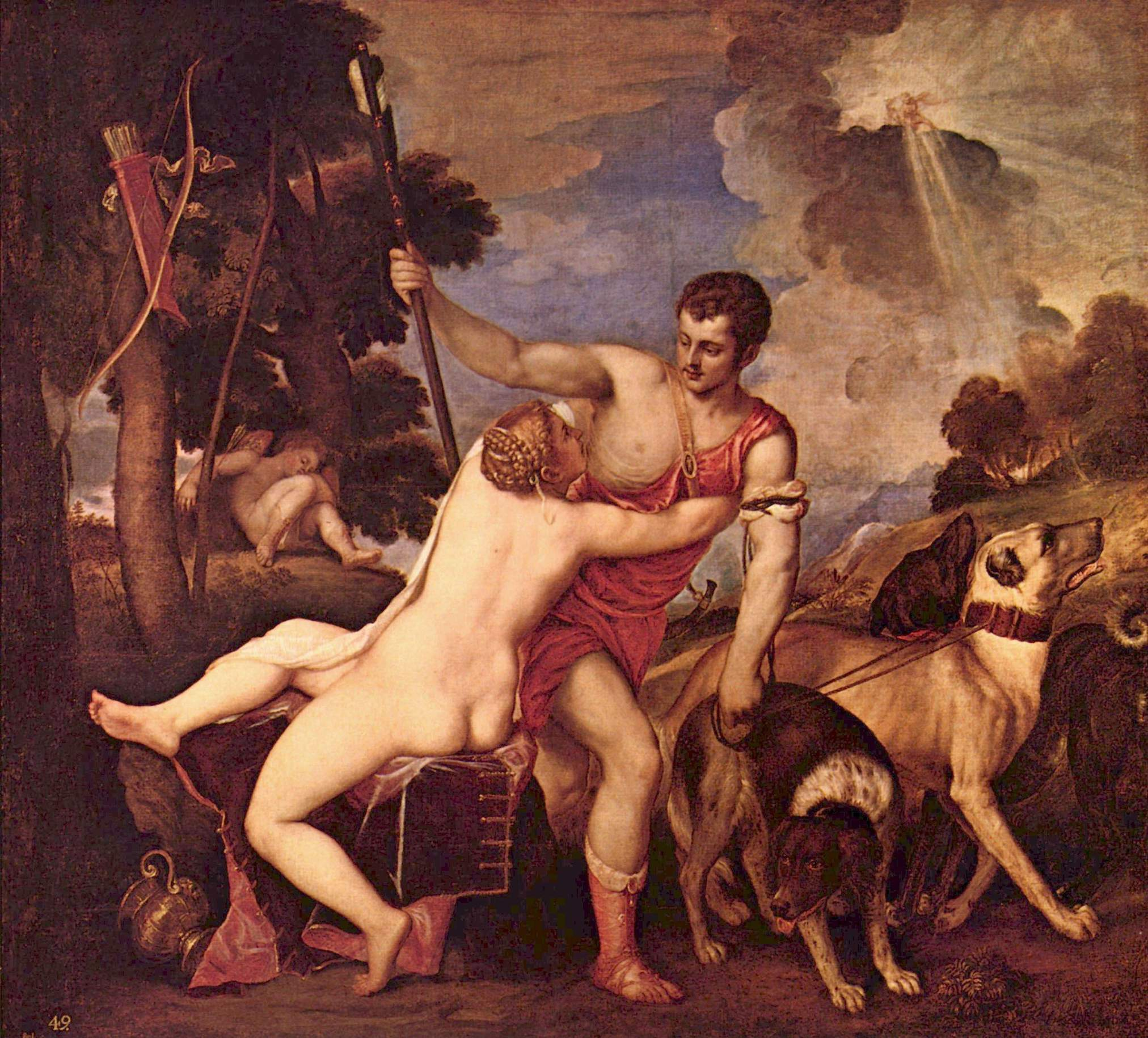
Venus i Adonis - Oli sobre tela, 186 x 207 cm, Museu del Prado (Madrid).
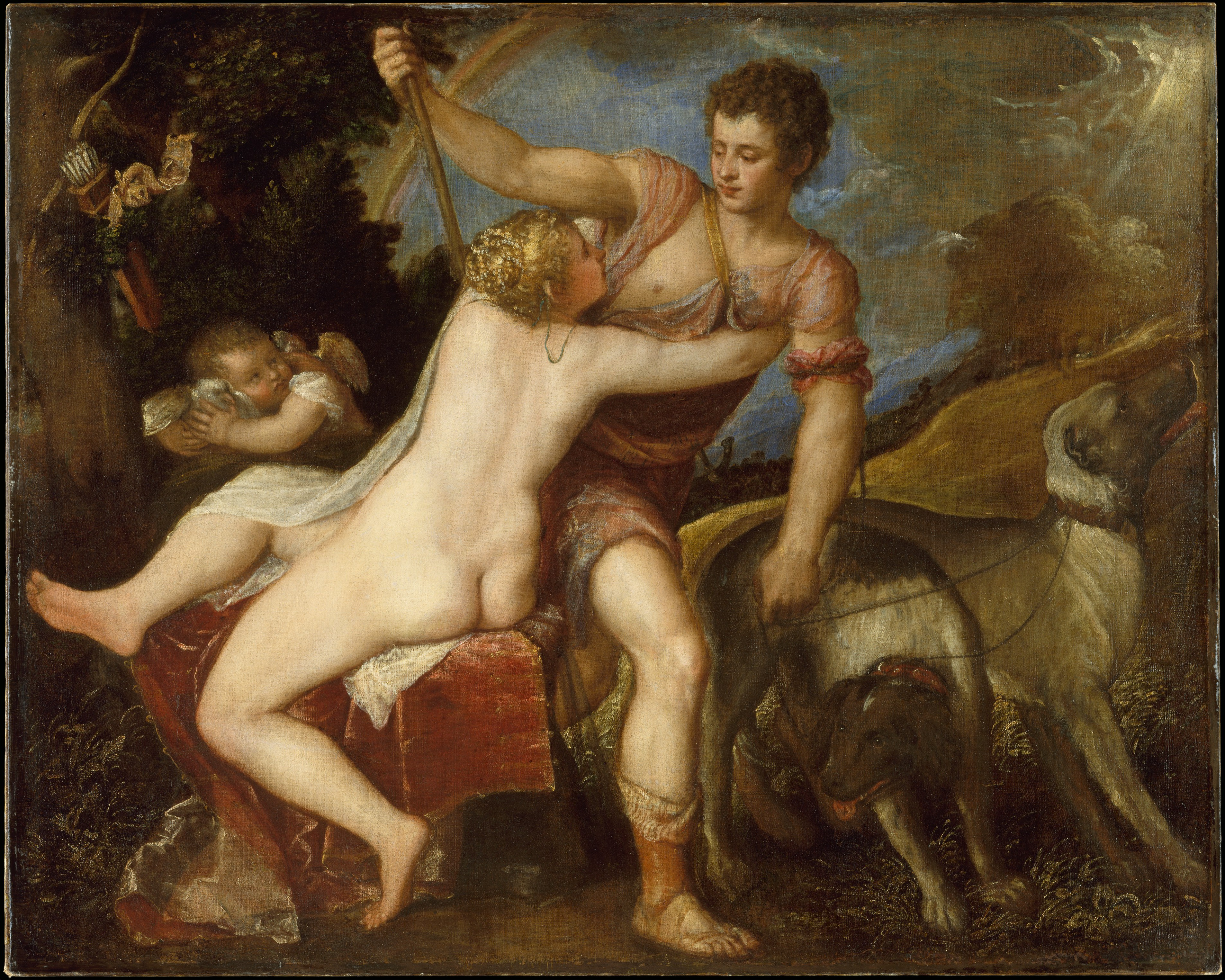
Venus i Adonis - Oli sobre tela, 106,7 x 133,4 cm, Museu Metropolità d'Art (Nova York).
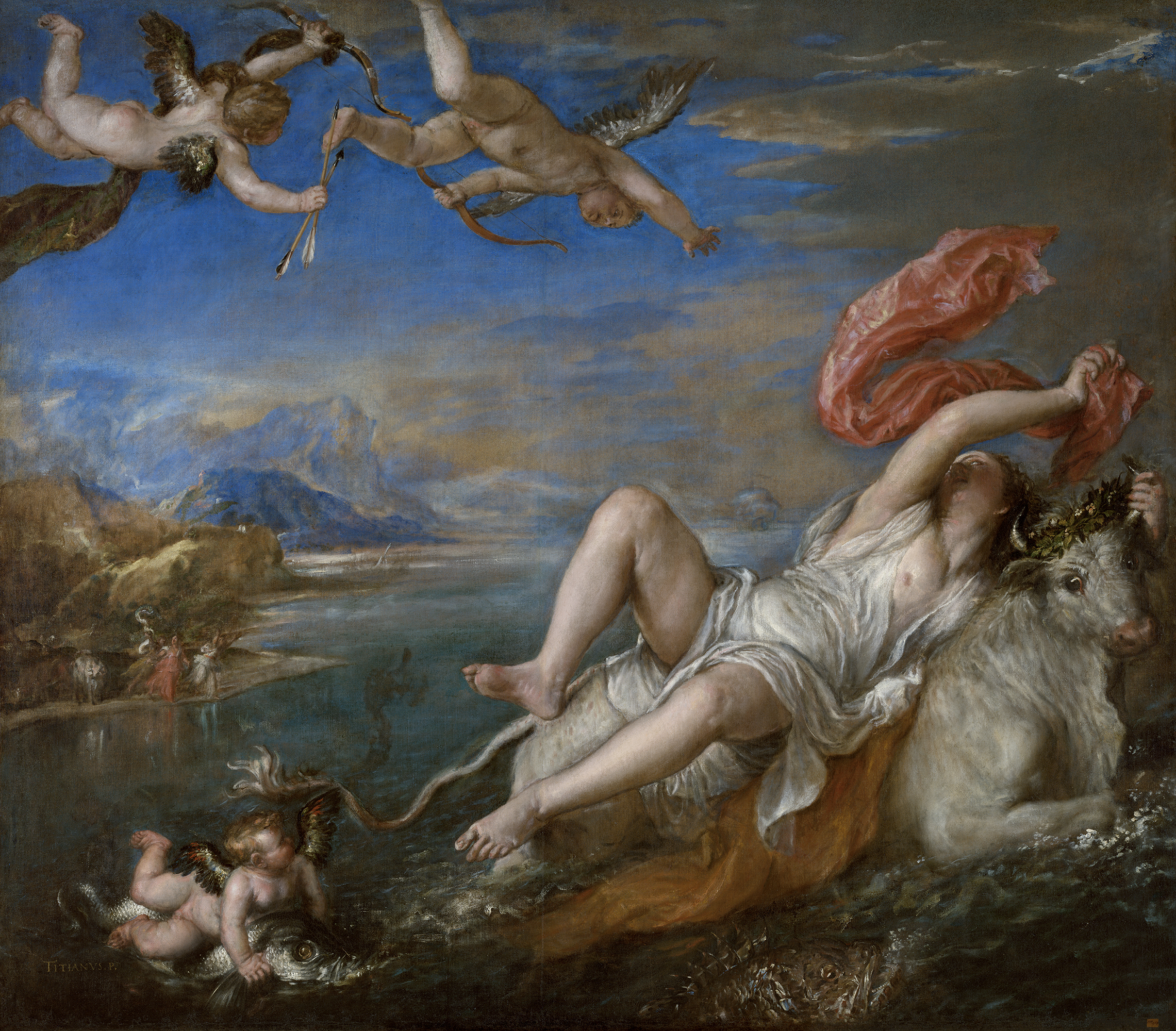
El rapte d'Europa - Oli sobre tela, 185 x 205 cm, Museu Isabella Stewart Gardner (Boston).
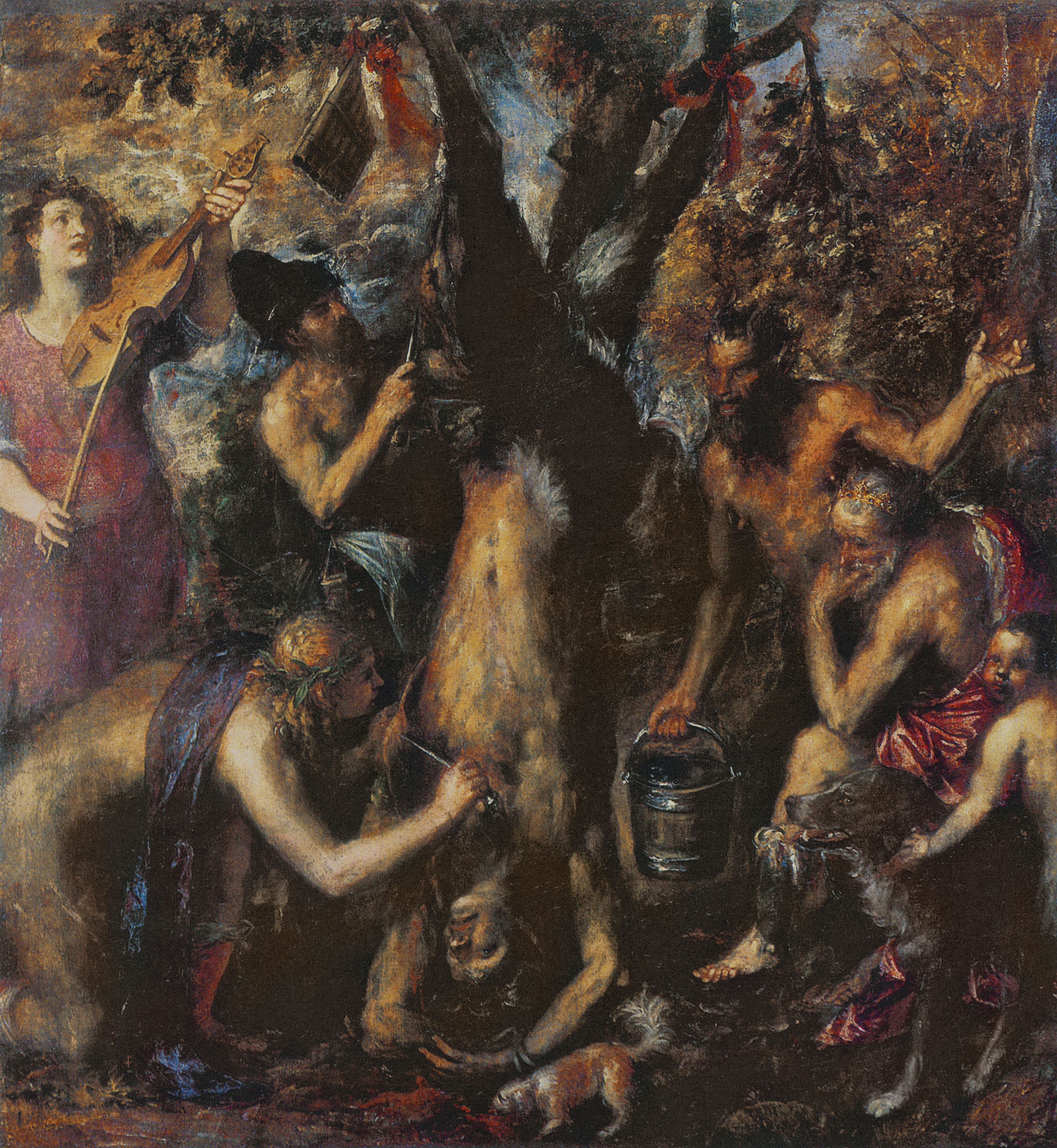
Càstig de Màrsies - Oli sobre tela, 212 x 207 cm, Museu Estatal (Kromeriz).

### Retrats
Com a retratista, Ticià va aconseguir fama ja en la joventut. Aquest gènere pictòric, al qual va dedicar la major part de la seva producció, va ser el que li va obrir les portes de l'aristocràcia europea. Segons Harold E. Wethey, crític molt sever, són cent disset els retrats de Ticià que han arribat als nostres dies. Altres tants li han estat atribuïts pels historiadors, als quals cal afegir els trenta-cinc de què ens parlen els testimonis documentals i que s'han perdut. Vasari, que no era massa adepte a l'art venecià, el considerava un "Excm. pintor en aquesta part (l'art)".
Cal tenir presents els retrats de Bellini i els de Giorgione, més lírics, per comprendre la revolució que va suposar l'estil de Ticià en la retratística. El pintor pretenia, a més de reflectir de manera versemblant l'aspecte físic dels models, plasmar les seves condicions socials i, sobretot, els seus valors morals. Una nova relació entre la figura i l'espai el va ajudar a dotar de contingut la imatge estàtica.
A Venècia, el tipus de retrat habitual era el de bust, més apropiat per a decorar els interiors dels habitatges. Els retrats venecians generalment tenien el fons neutre o amb algun element al·lusiu al retratat. Ticià va usar aquests mateixos models i va emprar sobretot el que situa la figura amb un paisatge al fons. De la seva etapa juvenil poden destacar-se Ariosto i La Schiavon (National Gallery de Londres), entre els de fons neutre, i el de la duquessa Eleonora Gonzaga (Galeria Uffizi), Pau III (Museu de Capodimonte) i Isabel de Portugal (Museu del Prado), entre els de paisatge al fons.
Una altra de les seves innovacions és l'ús del retrat de cos sencer. Els exemples més destacats en són els retrats dels monarques Carles I i Felip II, pintats d'aquesta manera en diverses ocasions, drets o asseguts. Els retrats no sols procuren reflectir el símbol estatal que aquestes personalitats reials encarnen; Ticià va afegir, a més, expressions de proximitat humana.
Són curiosos els retrats de nens, ja que fora de les representacions religioses és veritablement poc comú trobar-los. Ticià els va fer aparèixer diverses vegades acompanyant els seus progenitors (com en el recentment recuperat Retrat d'una senyora i la seva filla). Fins i tot hi ha un retrat amb una nena com a única protagonista: Clara Strozzi (Museu Estatal de Berlín), en què apareix de mida natural ocupant el centre de la composició amb el seu gosset i un paisatge de fons.
Exemples notables

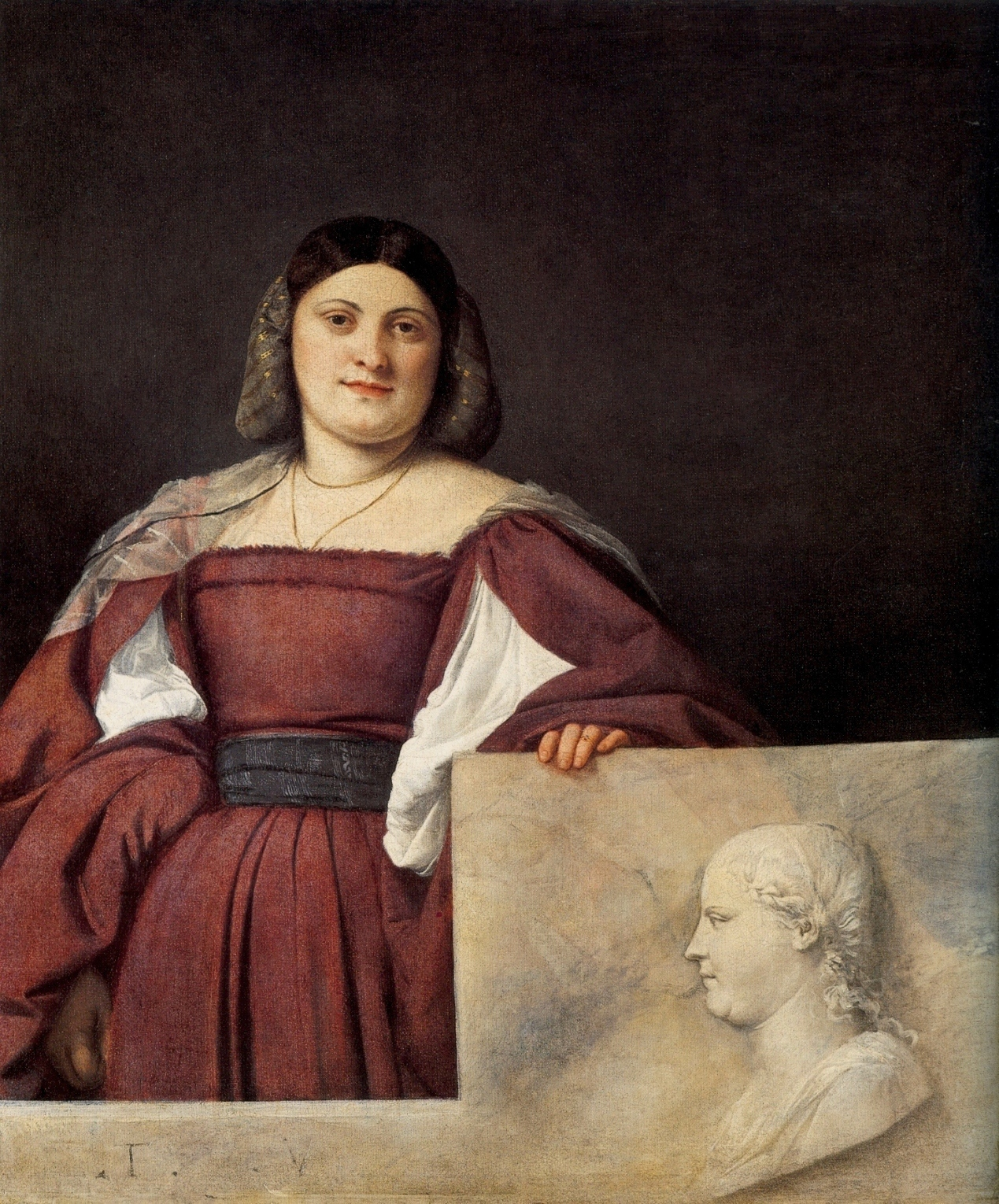
Retrat de dona (La Schiavone) - Oli sobre tela, 117 x 97 cm, National Gallery de Londres
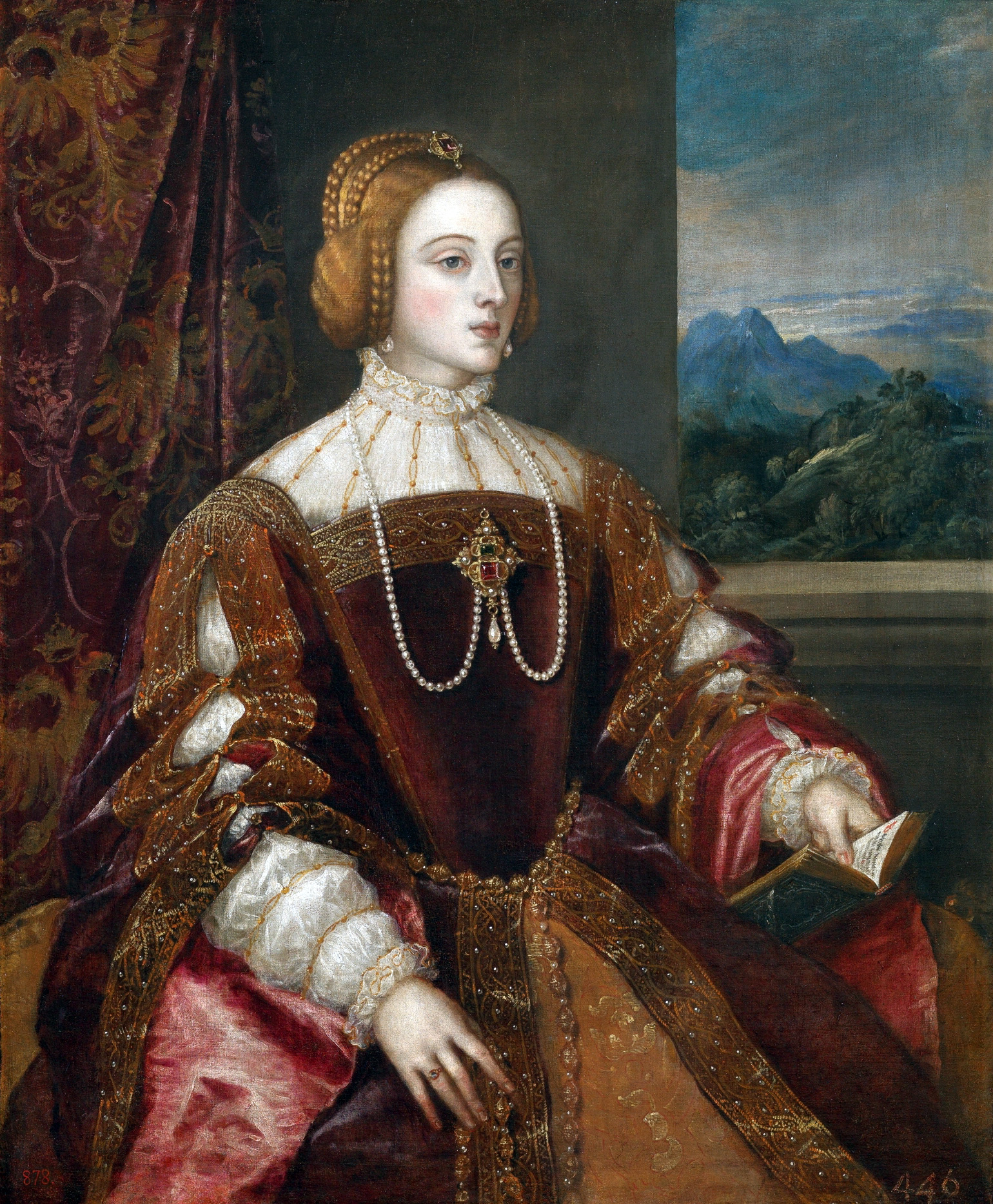
Emperadriu Isabel de Portugal - Oli sobre tela, 117 x 93 cm, Museu del Prado (Madrid)
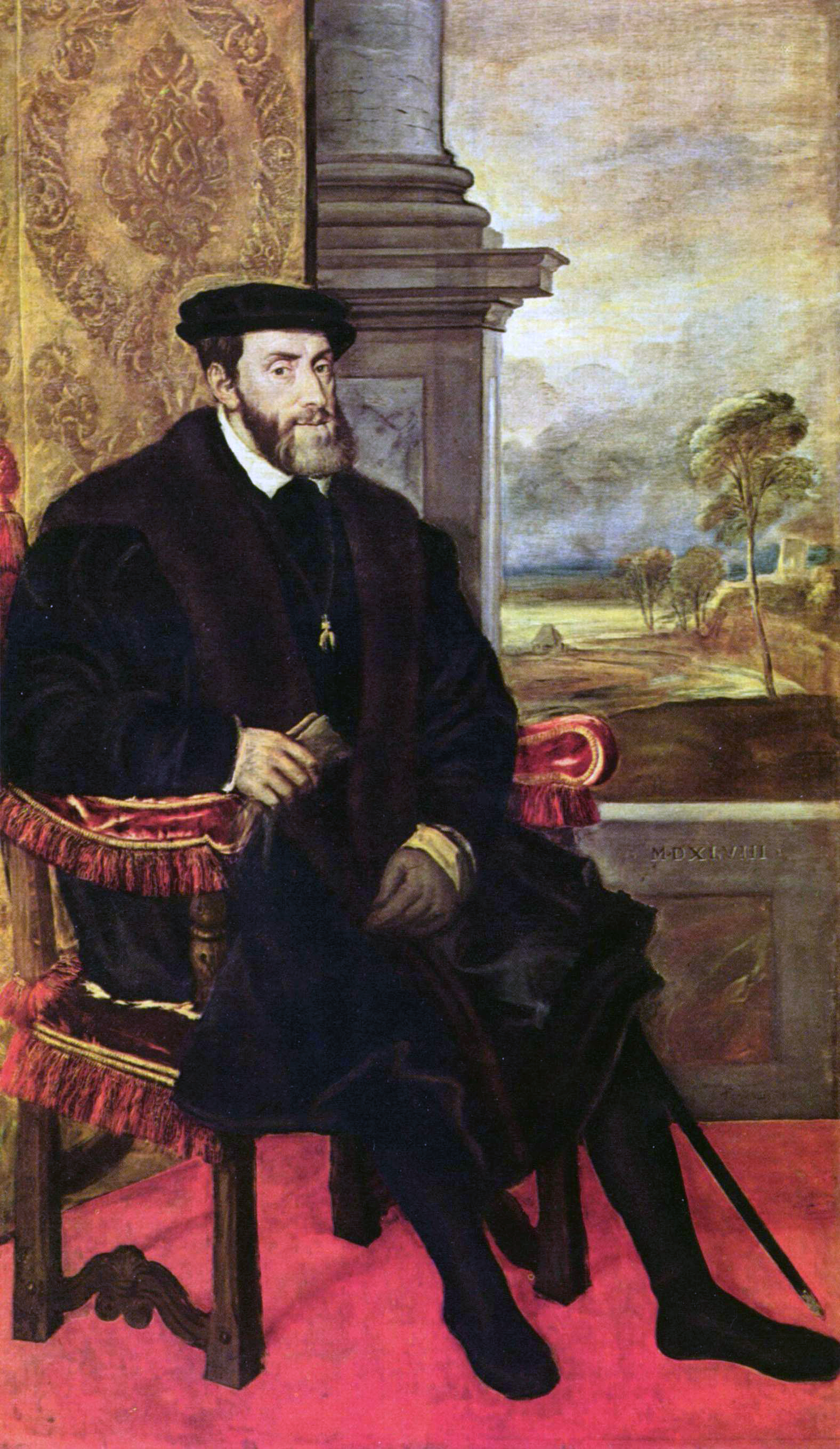
Emperador Carles V - Oli sobre tela, 205 x 122 cm, Alte Pinakothek (Múnic)
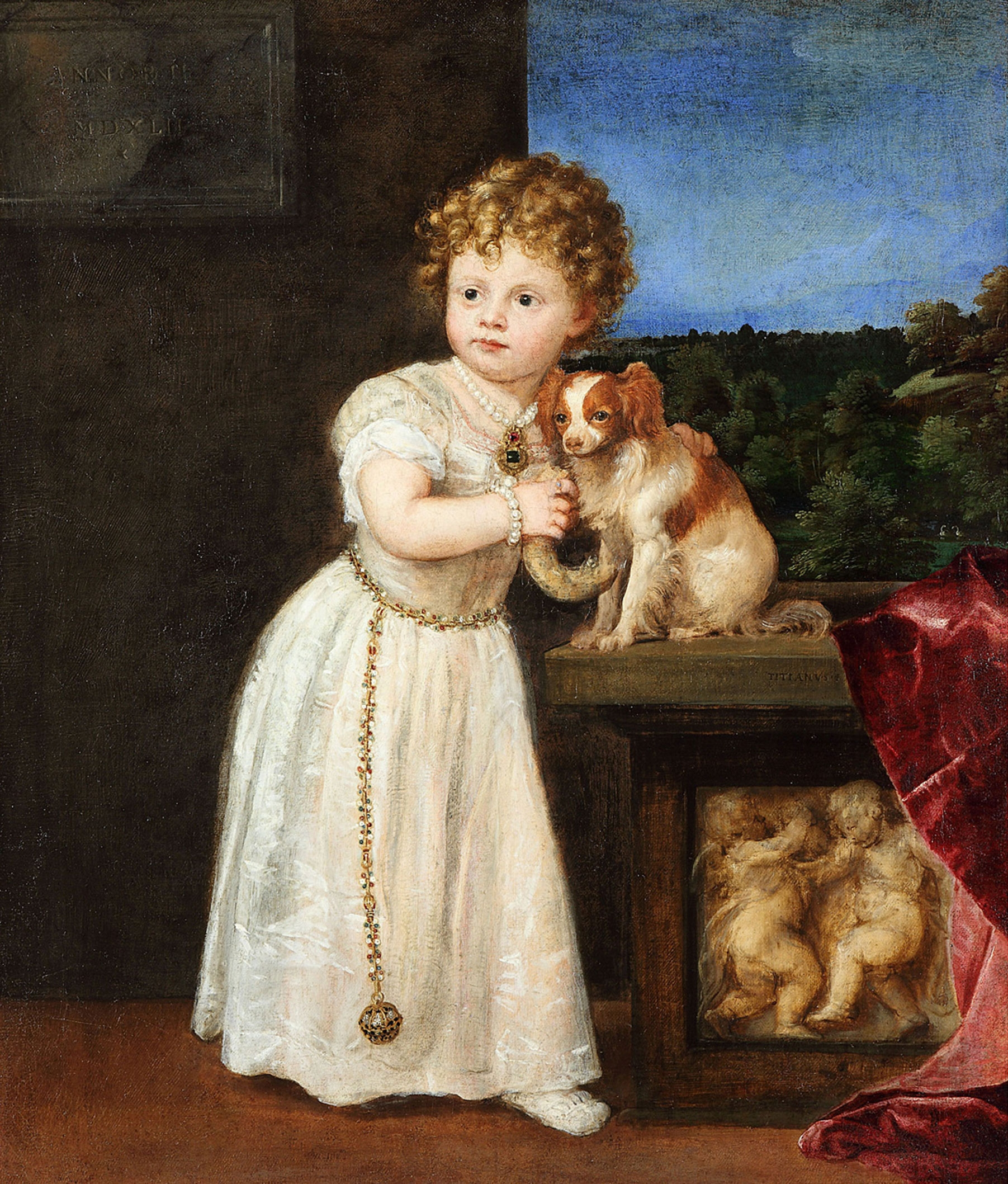
Clara Strozzi - Oli sobre tela, 115 x 98 cm, Museu Estatal (Berlín)
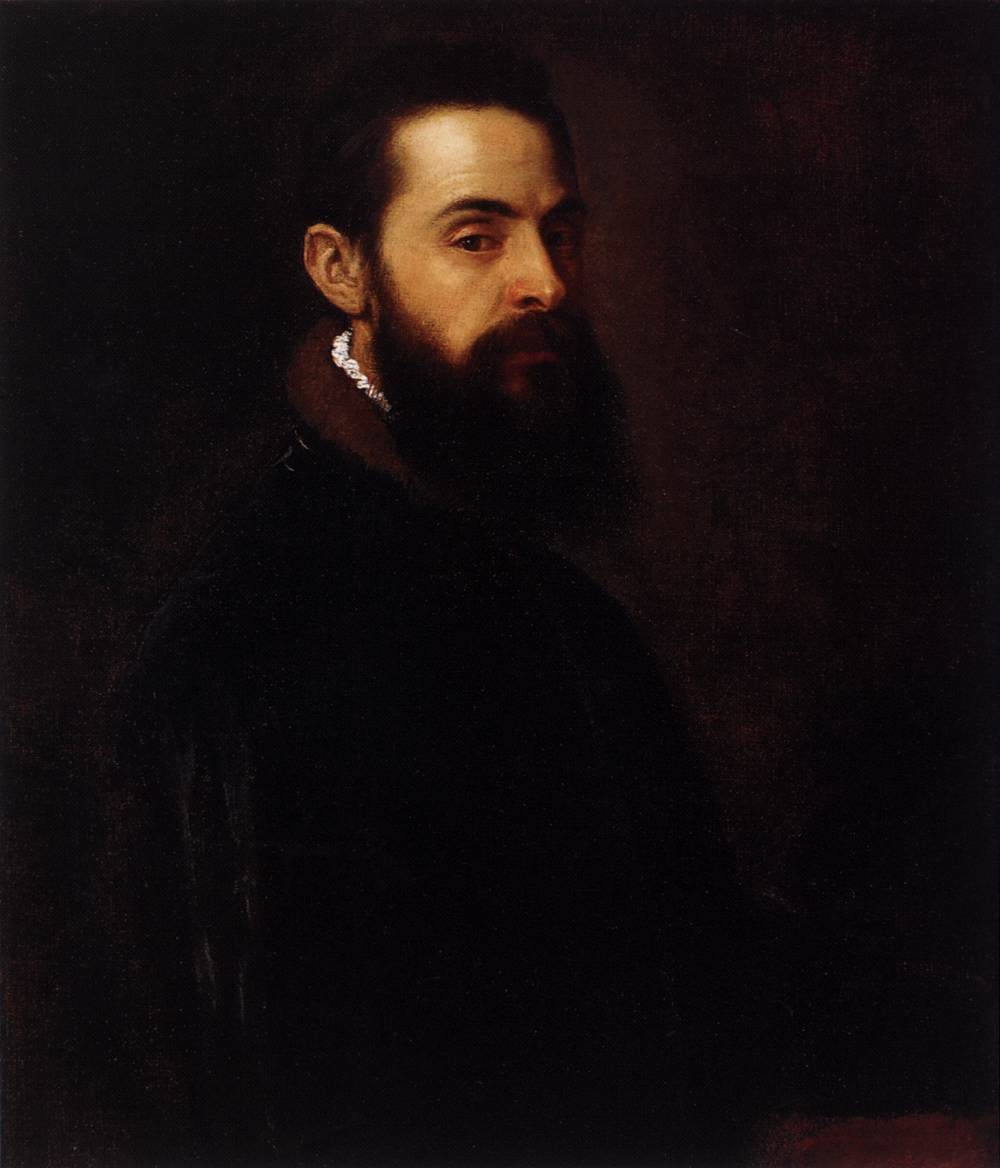
Retrat d'Antonio Anselmi - Oli sobre tela, 75,5 x 64 cm, Museu Nacional d'Art de Catalunya (Barcelona)

## Estil i tècnica pictòrica
Hi ha dues èpoques diferenciades successives en el temps pel que fa al desenvolupament estilístic de Ticià degudes tant a la seva evolució personal com a la de la mateixa pintura del Renaixement, que en ple Cinquecento buscava àmbits nous més allunyats del classicisme inicial.

### El dibuix

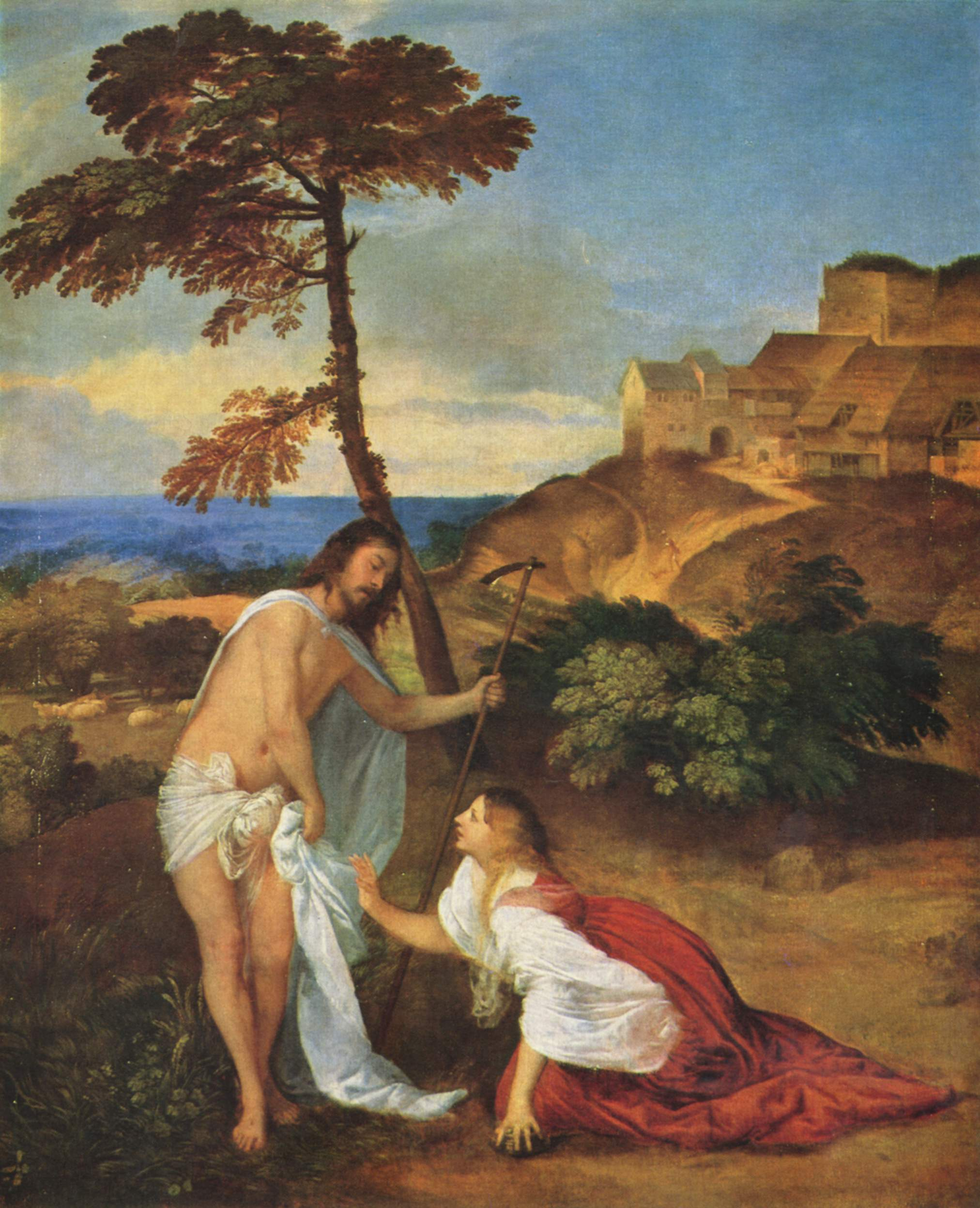
Noli me tangere, pintat cap a 1512, mostra el Ticià més lineal encara sota la influència de la pintura del Quattrocento (National Gallery de Londres)

Els orígens creatius de Ticià es troben influenciats pel seu mestre Bellini i per Giorgione. La influència d'aquest últim va ser tan crucial per a Ticià que forma part del problema d'autoria de les obres de Giorgione. El treball conjunt dels dos artistes en la Fondaco dei Tedeschi, el 1508, els va unir artísticament. No obstant això, hi ha diferències, com es pot comprovar en els gravats d'aquests frescos, ja que Ticià s'apartava de la concepció espacial del seu col·lega. Va resoldre amb inspiració més toscana les relacions entre les figures i l'arquitectura que les ambienten. Aquesta inspiració, aliena al cercle venecià, pot procedir de fra Bartolomeo della Porta, a qui Ticià va conèixer durant la seva estada a la ciutat adriàtica el 1506.
Malgrat aquestes influències externes i la molt marcada personalitat artística pròpia del jove pintor, l'obra de Giorgione va ser per a ell fonamental, atès que va utilitzar el seu mateix llenguatge expressiu i fins i tot, a partir de la mort prematura de Giorgione, el 1510, es va considerar el seu hereu espiritual i amb tota naturalitat es va encarregar d'acabar les obres que tenia començades.
La personalitat artística de Ticià va anar formant-se amb peculiars característiques; sobre el substrat de Giorgione es van anar sedimentant notes pròpies del classicisme, mitjançant una íntima unió, autènticament renaixentista, entre raó i sentiment. El va conduir a trobar l'ideal de bellesa figurativa harmonitzada entre la serenitat compositiva i les vibracions cromàtiques que proporcionen els grans plans de color. En aquest període inicial, Ticià va executar les seves obres amb un dibuix més acurat. Les línies estan més ben traçades i el dibuix és pur i sobri, donant major presència a les figures. El pintor realitzava ja de bon començament esbossos o dibuixos preparatoris de manera poc freqüent. Aquests esbossos, realitzats amb guix, carbonet o tinta i ploma, eren posteriorment rebutjats per pintar directament sobre la tela. Les obres de la seva primera època ja marquen el paradigma del conjunt de la seva producció: quadres religiosos com Noli me tangere, figures femenines rotundes i plenes com Amor sacre i amor profà (Galeria Borghese) i retrats com el d'Ariosto (National Gallery de Londres), amb el qual assenyala el prototip de retrats de bust sencer.

### El color

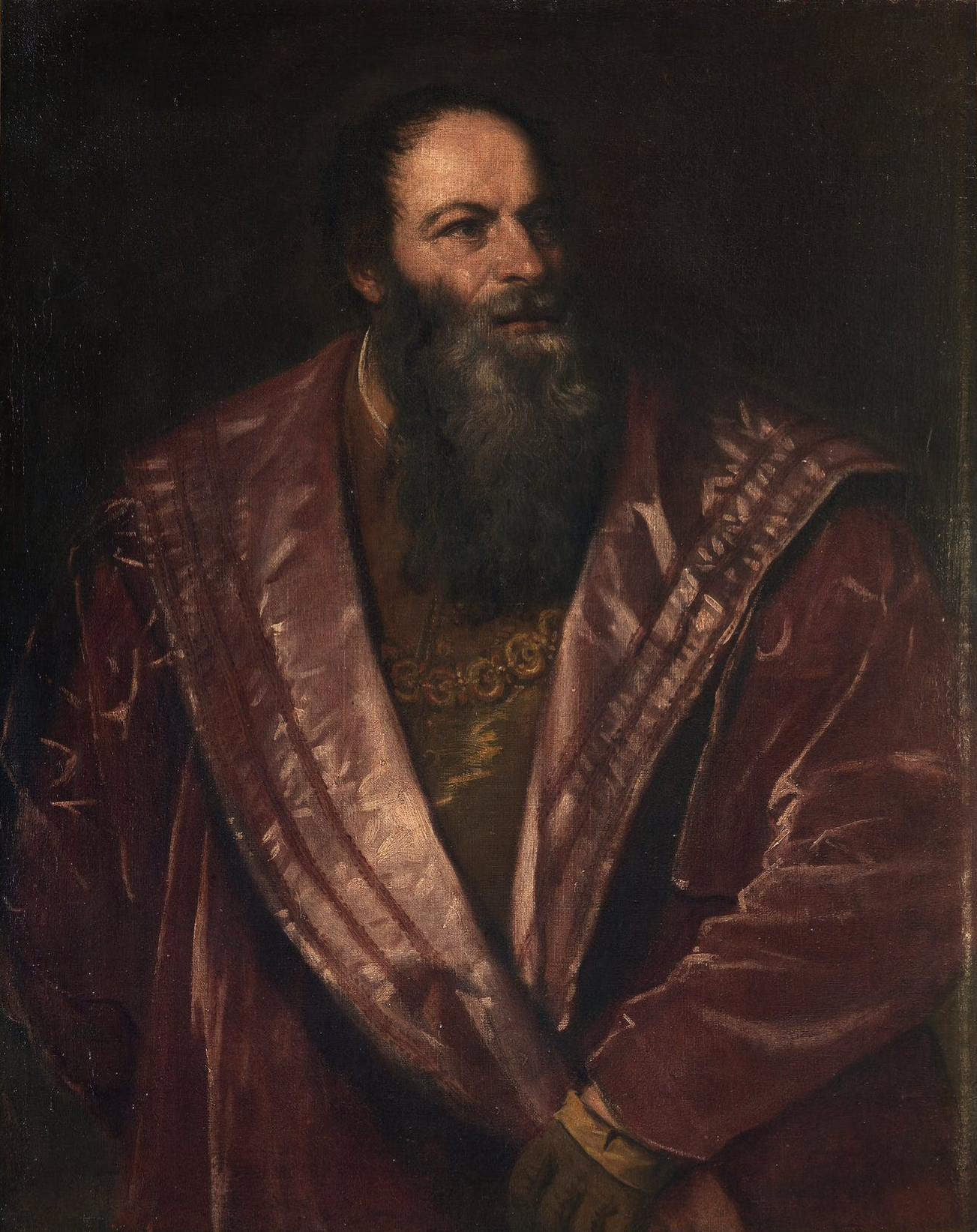
El Retrat de Pietro Aretino, pintat cap a 1545, marca l'inici d'un Ticià més preocupat pel color que pel dibuix (palau Pitti)

A mitjan segle xvi, Ticià va començar a experimentar amb la tècnica que caracteritzaria l'últim període de la seva producció i que marcaria un nou gir en la seva obra. Curiosament, abans de la marxa a Roma, va lliurar a Pietro Aretino un retrat "privat", com a prova de l'estret vincle professional amb l'escriptor toscà. El retrat és de tal novetat que ni tan sols Aretino va ser capaç de comprendre el seu abast i el va considerar "més aviat esbossat que acabat". Aquesta és la característica fonamental d'un període dedicat més al color que al dibuix, que es plasmava de manera ràpida i de vegades imprecisa, sense disseny preparatori. El resultat denota la immediatesa i l'expressivitat, capta la realitat en el moment precís. Els contorns ja no estan definits amb exactitud i les amples pinzellades són esteses de manera aparentment veloç, com volent fer referència al motiu més que descriure'l. La matèria pictòrica queda en evidència tant en la cara, com, sobretot, en la roba, amb grumolls no allisats i fregats amb els dits. El resultat sol ser personatges en moviment, impregnats d'una animació vital totalment inèdita, en clar contrast amb l'execució cal·ligràfica lligada al dibuix.

Aquesta evolució personal és molt important per a la història de l'art pel fet que suposa un precedent de posteriors innovacions, com l'impressionisme, i la mateixa evolució de la pintura veneciana del segle xvi no es pot entendre prescindint d'ell. No obstant això, va rebre infinitat de crítiques, que eren autèntics atacs a Ticià per la seva escassa atenció al dibuix. N'és un exemple la que li va fer Giorgio Vasari, que malgrat tot no va poder amagar la innovació del mestre: 
| « | Però és ben cert que la manera de fer que té en aquestes últimes és força diferent del seu estil juvenil: les primeres obres han estat realitzades amb una certa finor i una diligència increïble, i poden ser vistes de prop i de lluny; les darreres, fetes a cops, de manera gruixuda i amb taques, no es poden veure de prop, mentre que de lluny resulten perfectes. I aquesta manera ha estat causa que molts, volent imitar-lo i mostrar-se manyosos, hagin fet maldestres figures, i això passa perquè, si bé a molts sembla que han estat fetes sense feina, no és aquesta la veritat i s'enganyen, ja que es veu que han estat retocades i s'ha tornat a elles tantes vegades amb els colors, que s'adverteix el treball. I aquesta manera ben feta és assenyada, bella i admirable, ja que fa semblar vives les pintures i fetes amb gran art, amagant les fatigues. | » |

Altres contemporanis, com Lluís Dolce, per contra, enalteixen el geni universal de Ticià: 
| « | [..] es veuen reunides a la perfecció totes les parts excel·lents que sovint es troben dividides entre molts: a més, pel que fa al color, no hi ha hagut ningú que se li hagi acostat. A Tiziano només li correspon la glòria del perfecte colorit, la qual no va tenir cap dels antics, o si la va tenir, va faltar a qui més o qui menys a tots els moderns, perquè, com dic, ell camina amb el mateix pas que la naturalesa: d'aquí que qualsevol figura seva estigui viva, es mogui, i les carns tremolin. | » |